# Economía de América del Sur
| >50,000 35,000–50,000 20,000–35,000 10,000–20,000 | 5,000–10,000 2,000–5,000 <2,000 Sin datos |

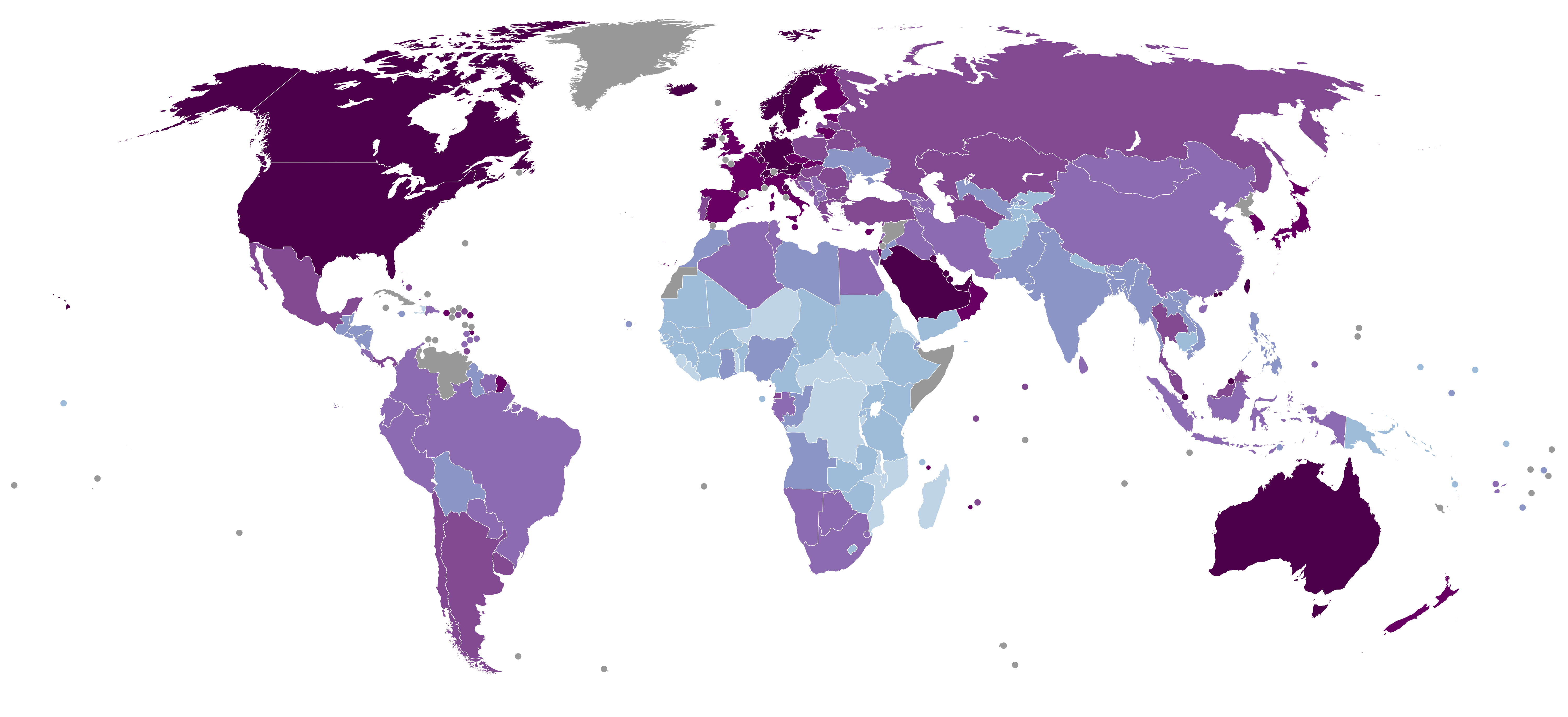
Países por PIB (PPA) per cápita (Int$) en 2019 según el FMI

América del Sur

América del Sur marca una notoria diversidad no solo el aspecto social, cultural y demográfico, además, también en lo que se refiere a las políticas económicas existentes, y así mismo es una región históricamente inestable, por el continuo cambio de enfoque en lo que se refiere a políticas monetarias en los países de la región, lo cual ha generado constantes conflictos internos como externos con distintos desenlaces en América del Sur.
A pesar de esto, en los últimos años varios países de América del Sur ha logrado un progreso considerable, prueba de ello, son las cifras que algunos países logran en temas como PIB per cápita PPA, Índice de desarrollo humano, competitividad, inversión extranjera entre otros.
Las mayores economías de América del Sur en términos de PIB PPA (poder paridad adquisitivo) están encabezadas por Brasil con casi 3 248 000 millones de dólares, seguido por Argentina con 922 000 millones y Colombia con 712 000 millones, mientras que las economías más desarrolladas en términos de PIB per cápita PPA, el líder es Chile con (24.600US$), seguido por Uruguay con (22 400US$) y Argentina con (20 900US$) mientras que los países con mejor IDH según la PNUD ONU en su último informe de índice de desarrollo humano son Chile (0,819), Argentina (0,811) y Uruguay (0,792)
El Banco Mundial catalogó a las economías de Chile y Uruguay como economías de ingresos altos, siendo la primera vez en la historia de América Latina donde países de la región comparten ese estatus, el Banco Mundial agrupa a los países en base al PIB per Cápita Método Athlas del 2013.

## Diversidad económica

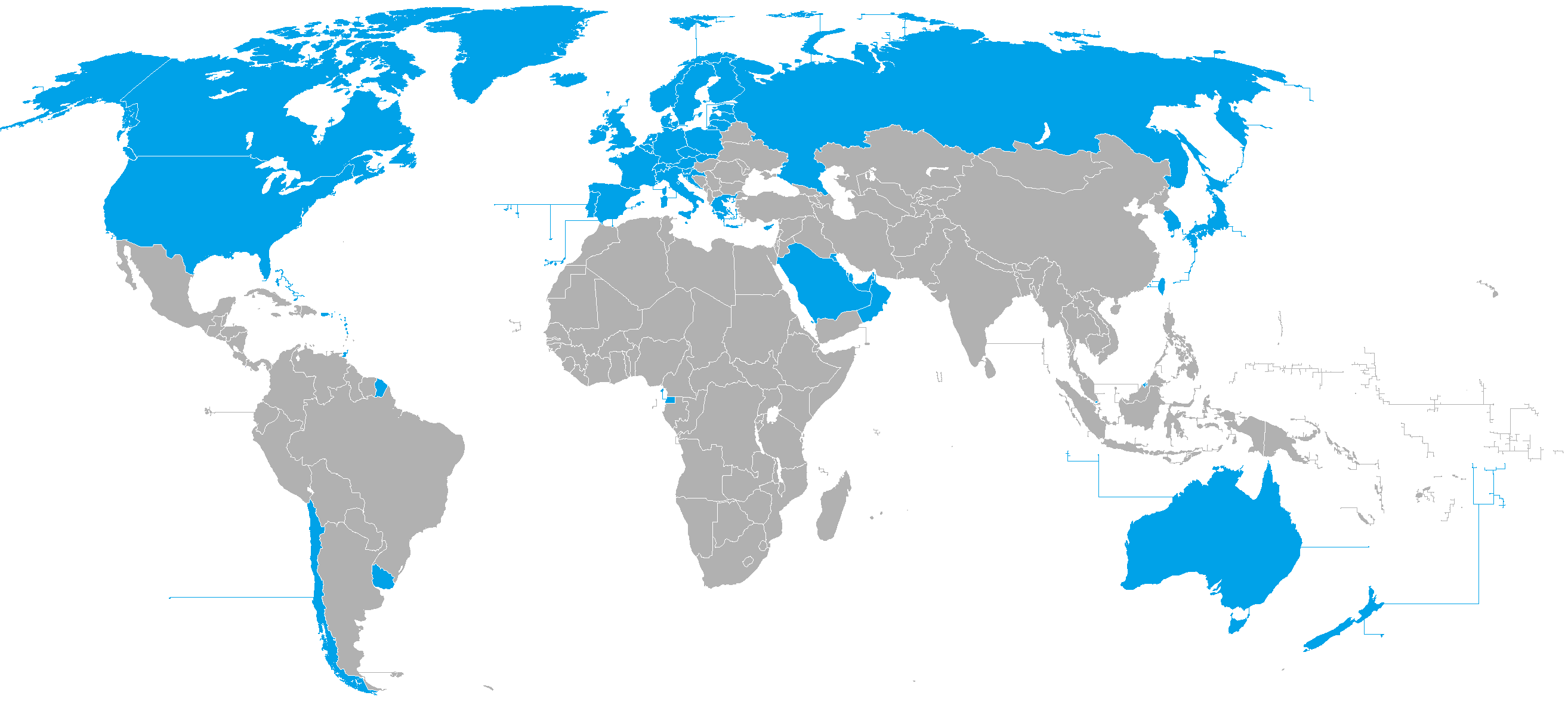
Países de Altos Ingresos 2013 Banco Mundial

En la actualidad, podemos reconocer 3 tipos de sistemas económicos en América Latina, que si bien pueden compartir aspectos similares y generales, sus economías siguen una línea predeterminada, en esto reconocemos los netamente capitalistas, economías abiertas, los cuales se basan en el modelo del libre mercado, países como Chile, Colombia, y Perú, que han adoptado los modelos económicos de Estados Unidos, aunque con un grado menor de economía mixta, sin ser claramente distinguible.
Por otro lado existen los países que si bien, sostienen una estructura de apertura al mundo, mantienen modelos más orientados a la Economía social de mercado o de economías mixtas en diferentes magnitudes. Casos de Argentina, Uruguay, Brasil, Ecuador, Bolivia o Paraguay que, ejercen un cierto control y normativas con el fin de regular el libre mercado, finalmente existen aquellos países que sostienen economías cerradas o semicerradas con un espectro mucho más radicalizado que los anteriores y con muy poca, o nula, relación de libre mercado, manteniendo relaciones económicas prácticamente con países exclusivos de sus bloques (Venezuela) aunque a pesar de sostener dichos modelos económicos, mantienen alguna relación comercial con Estados Unidos y/o Europa.

## Principales industrias

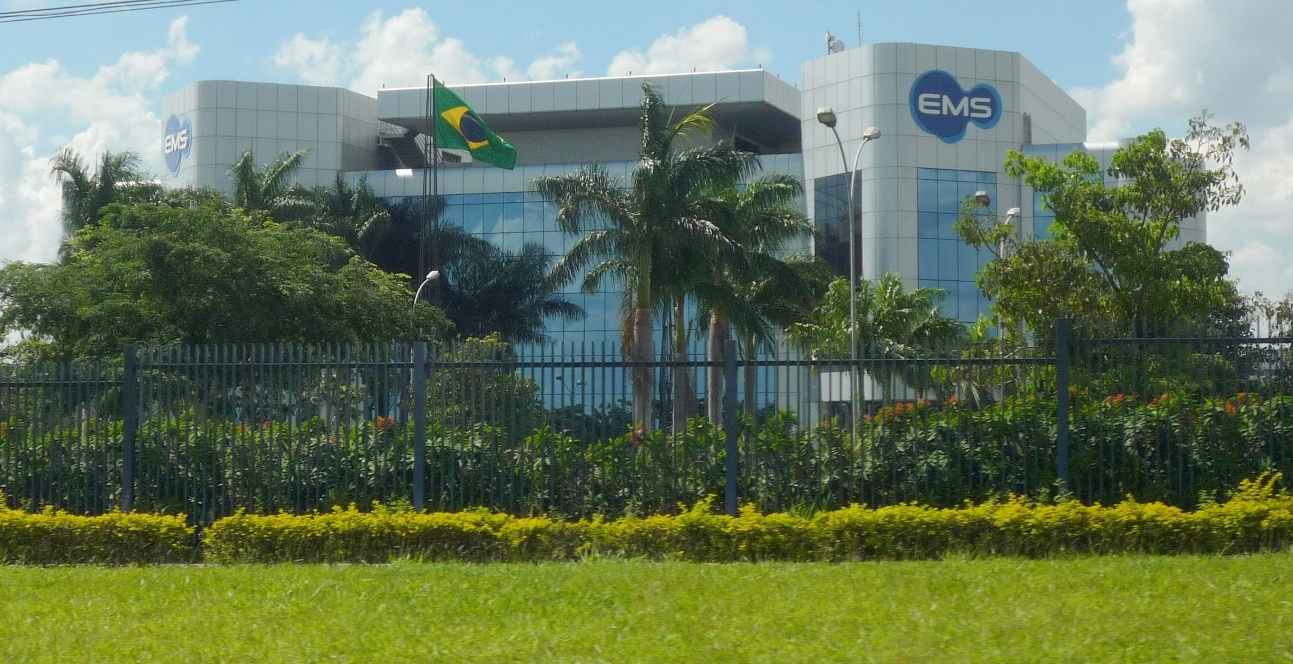
EMS, la mayor industria farmacéutica brasileña

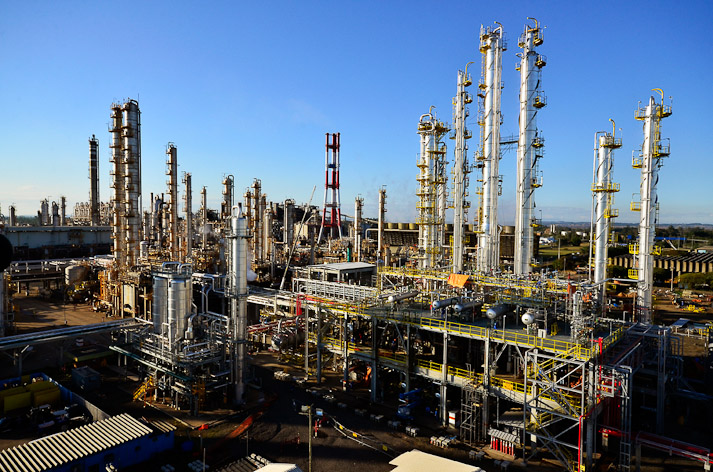
Braskem, la mayor industria química brasileña

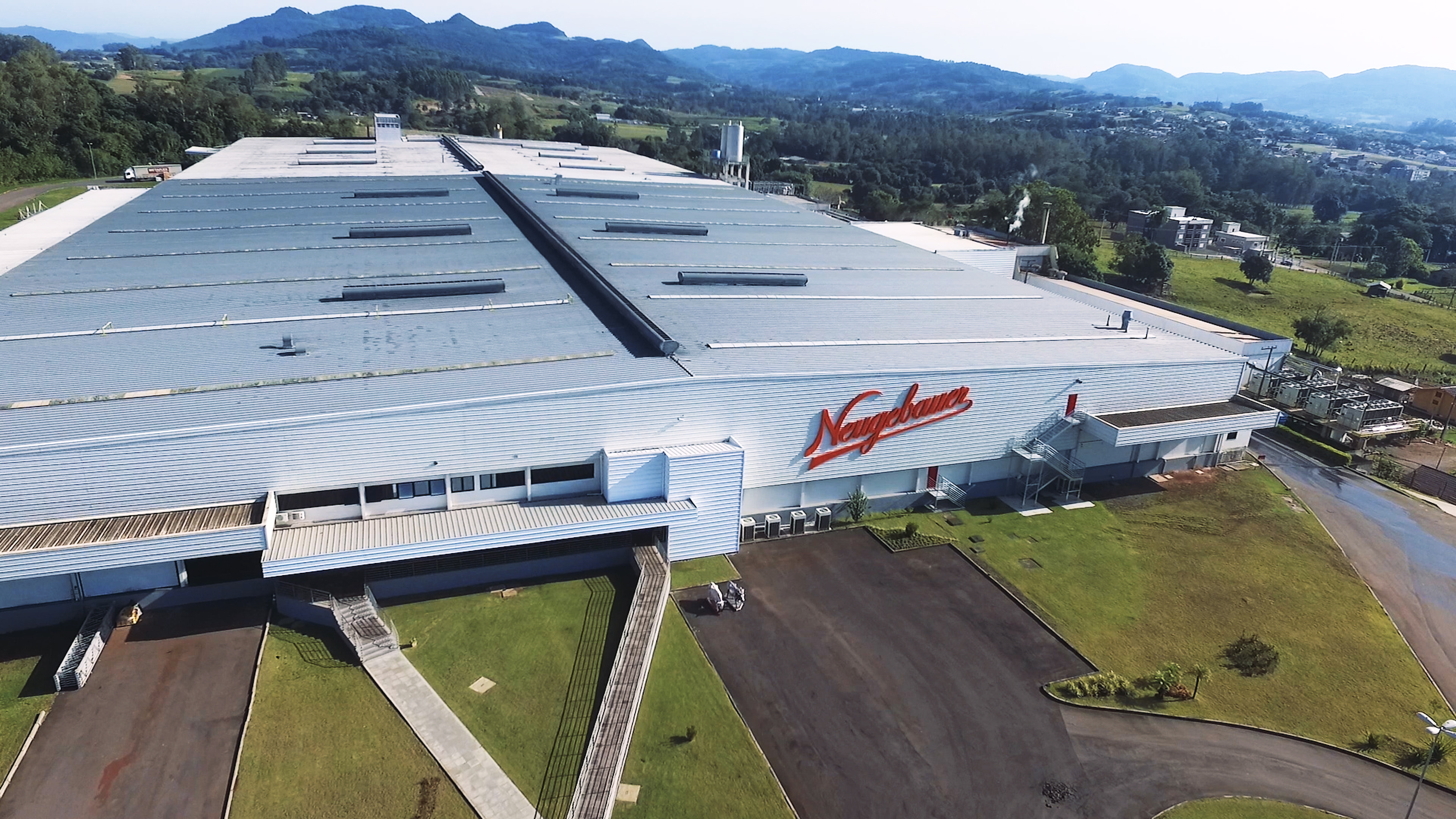
Fábrica de chocolate Neugebauer en Arroio do Meio. América del Sur se especializa en el procesamiento de alimentos

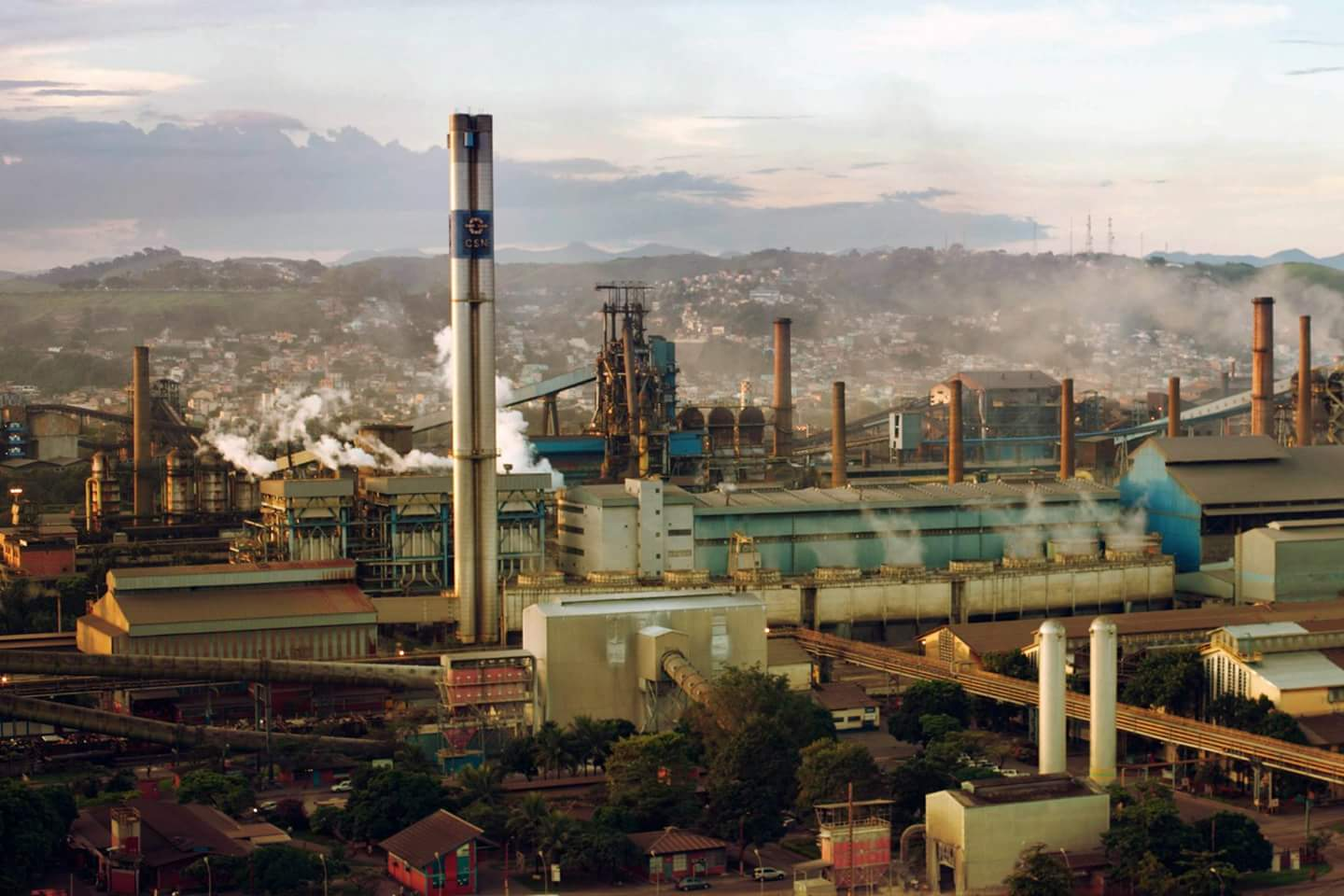
Siderúrgica CSN, en Volta Redonda. Brasil es uno de los 10 mayores productores de acero del mundo y Argentina es uno de los 30 mayores

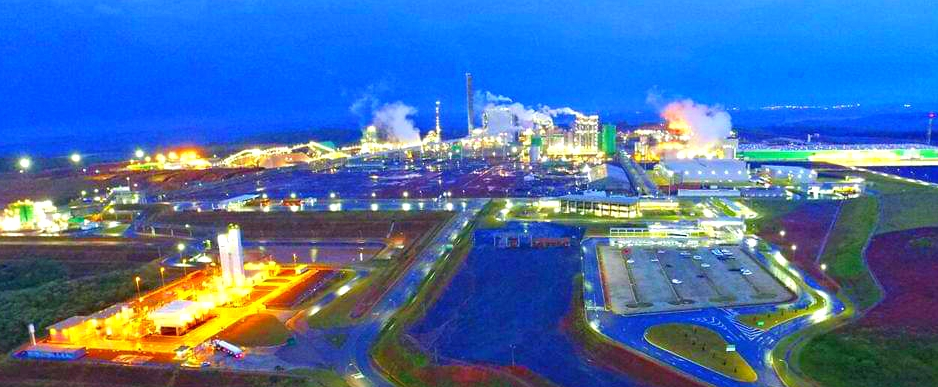
Complejo industrial Klabin, en Ortigueira. Brasil es el segundo productor de celulosa y el octavo productor de papel del mundo

El Banco Mundial hace anualmente una lista de los principales países fabricantes por el valor total de la fabricación. Según la lista de 2019, Brasil tiene la decimotercera industria más valiosa del mundo (U $ 173.6 mil millones), Venezuela la trigésima más grande (U $ 58.200 millones, sin embargo, que dependen del petróleo para obtener este valor), Argentina el 31 más grande (U $ 57,7 mil millones), Colombia el 46 más grande (U $ 35,4 mil millones), Perú el 50 más grande (U $ 28,7 mil millones) y Chile el 51 más grande (U $ 28,3 mil millones).
Las características generales de la composición industrial y productiva de las economías exportadoras de América del Sur son, la extracción de recursos naturales, mayoritariamente las industrias mineras y petrolíferas, manufactura y agrícola.
Los países en donde la industria agrícola es la principal son Brasil (20%) siendo el mayor productor mundial de caña de azúcar, soja, naranja, café, guaraná, açaí y castaña de pará Argentina (27%) siendo uno de los 5 mayores productores mundiales de soja, maíz, girasol, sorgo, limón, yerba mate y aceite de soja, y Paraguay (55%) que es el sexto productor de soja más grande del mundo, mientras que en Uruguay es el ganadero con un (19%) seguido del agrícola con (16%),, con respecto a la industria petrolífera esta es la principal en Venezuela con (63%) de sus exportaciones, Ecuador (46%), Colombia (40%), que también es uno de los cinco principales productores mundiales de café y aceite de palma y Bolivia con sus exportación de gas de petróleo con un (37%), los países en donde la industria minera es la principal son Chile (51%) siendo el mayor productor mundial de Cobre, litio y Yodo, y Perú (58%) siendo el mayor productor mundial de plata,.
En términos de exportaciones, las mayores economías son Brasil con 242 000 millones, Venezuela con 96 000 millones, Argentina con 85 000 millones, y Chile con 83 000 millones, mientras que en importaciones, las economías con más movimientos son, nuevamente Brasil con 238 000 millones, Chile con 70 000 millones, Argentina con 67 000 millones y Venezuela con 56 000 millones al 2012.
La economías de América del Sur de mayor crecimiento al 2012 fueron Perú con un crecimiento del 6,0%, Venezuela y Bolivia.

### Argentina

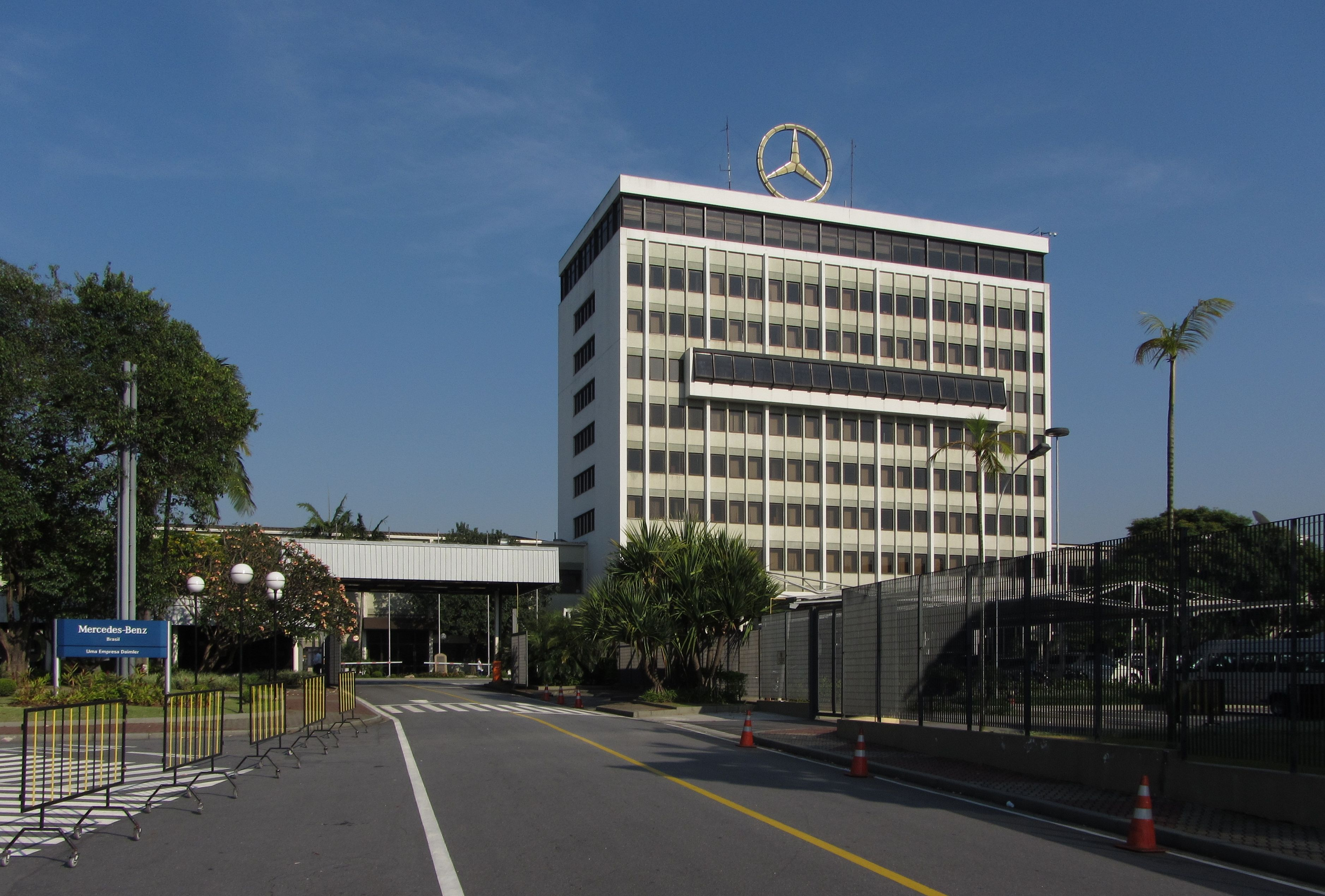
Fábrica de Mercedes-Benz en São Paulo. Brasil es uno de los 10 mayores productores de vehículos del mundo y Argentina es uno de los 30 mayores

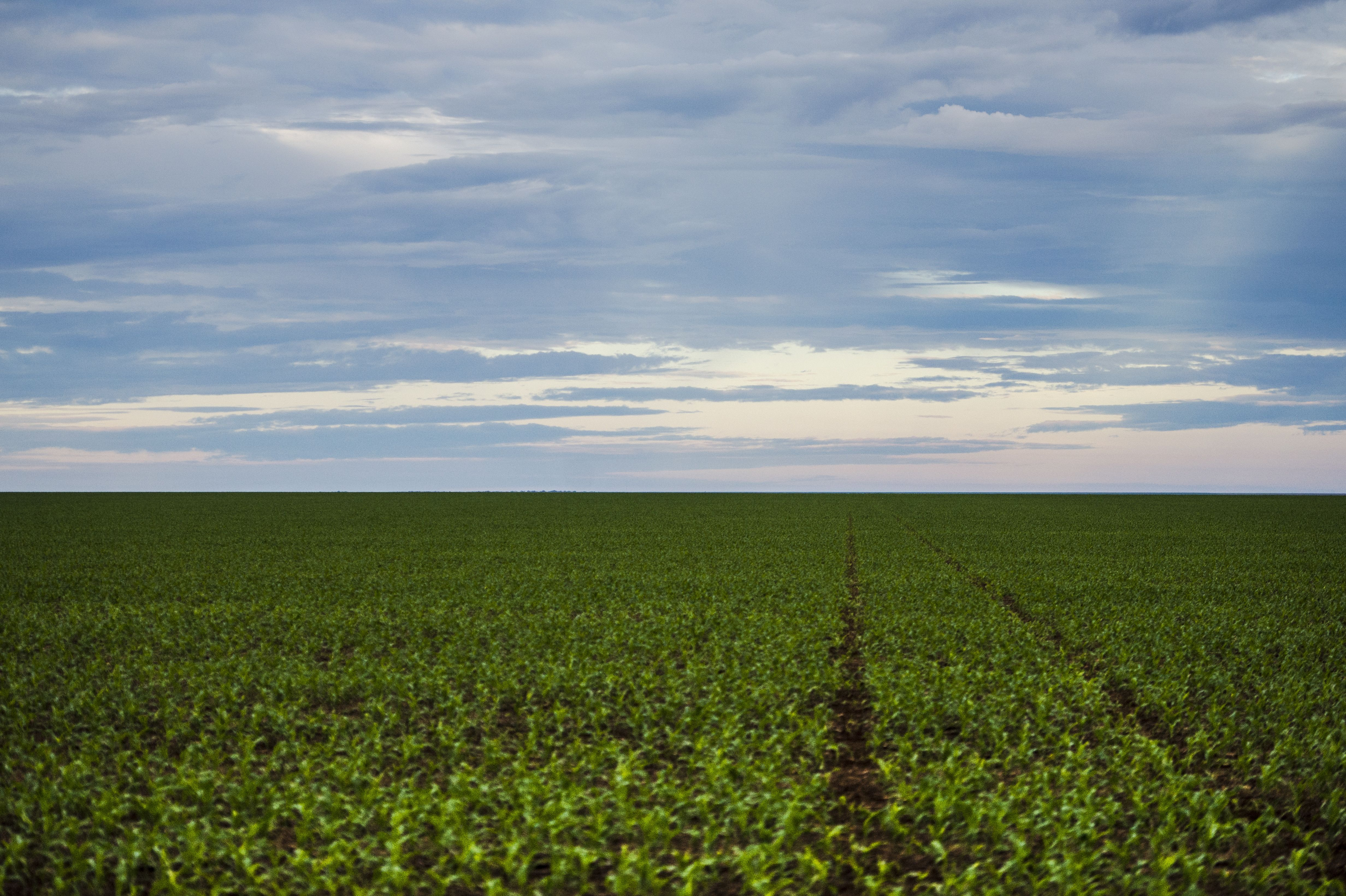
Plantación de soja en Mato Grosso. En 2020, Brasil fue el mayor productor mundial, con 130 millones de toneladas. América del Sur produce la mitad de la soja del mundo.

Argentina es uno de los países con la industria ganadera y agrícola más grandes. Es el primer productor mundial de yerba mate, es uno de los 5 mayores productores del mundo de soja, maíz, limones, pera y semilla de girasol, uno de los 10 mayores productores del mundo de uva, cebada, alcachofa, tabaco y algodón, y uno de los 15 mayores productores del mundo de trigo, caña de azúcar, sorgo y pomelo. También es el tercer productor más grande de miel en el mundo y el cuarto productor más grande de carne vacuna; el más grande productor de trigo y lana en Latinoamérica, entre otros cultivos. Es el mayor productor de vino en América Latina con 6% de la producción mundial, quinto en el mundo, y el principal productor de biodiésel a nivel global. La producción de gas natural y petróleo son importantes también aunque no principales. El Yacimiento Aguilar, en la provincia de Jujuy, es la mayor concentración de minerales de plomo y cinc de Sudamérica, y el Bajo de la Alumbrera en la provincia de Catamarca, es uno de los yacimientos para la extracción más grandes de oro y cobre en América Latina, siendo la Argentina el decimotercer mayor productor de oro del mundo. Posee la tercera reserva de gas más grande del planeta. Argentina es el más importante productor de software de la región y ocupa el segundo puesto en Sudamérica en cuanto a fabricación de autopartes, después de Brasil, siendo además el vigésimo mayor fabricante de automóviles en el mundo.

### Brasil

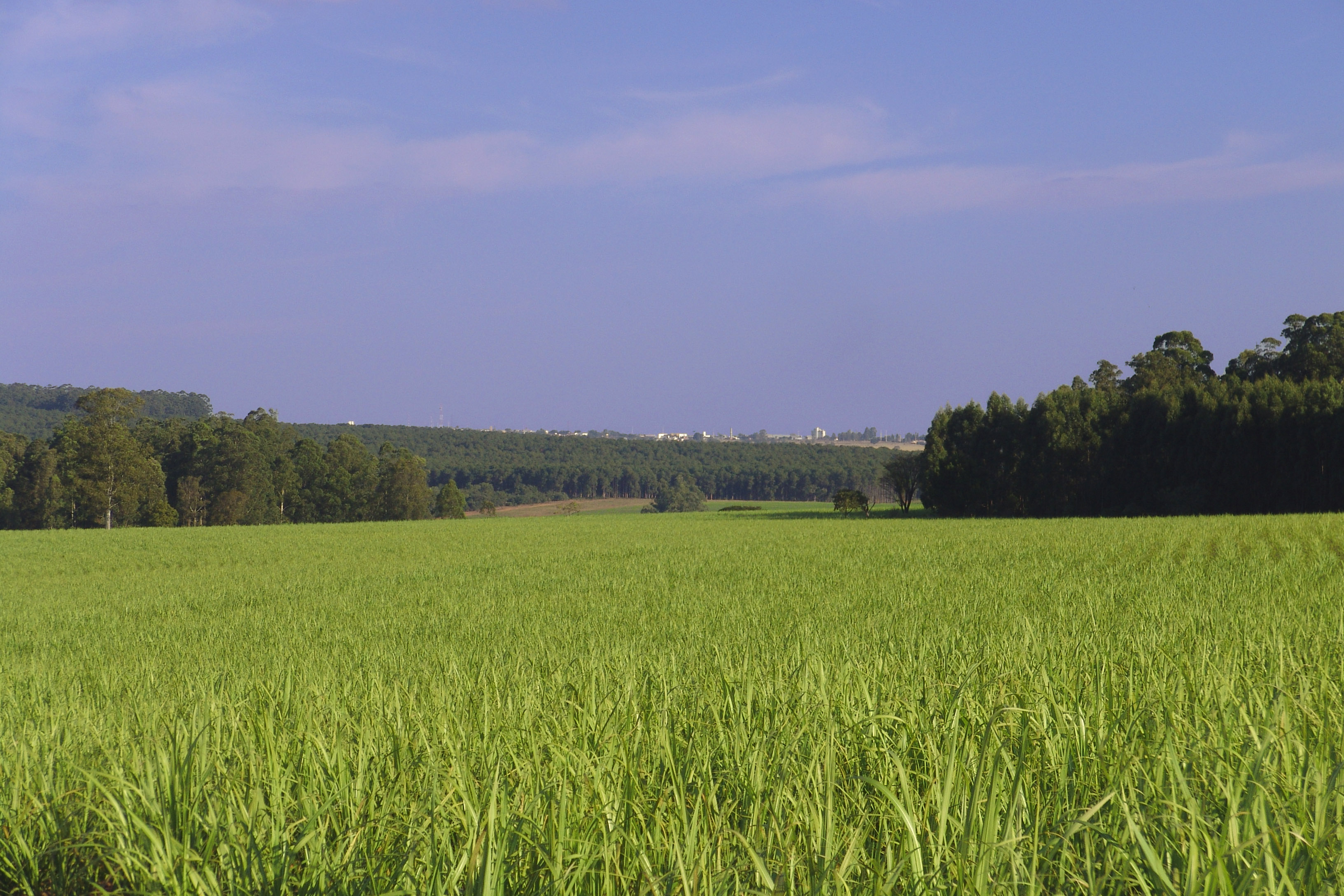
Plantación de caña de azúcar en Sao Paulo. En 2018, Brasil fue el mayor productor mundial, con 746 millones de toneladas. América del Sur produce la mitad de la caña de azúcar del mundo.

Brasil es el mayor productor mundial de caña de azúcar, soja, café, naranja, guaraná, açaí y nuez de Brasil; es uno de los 5 mayores productores de maíz, papaya, tabaco, piña, banana, algodón, frijoles, coco, sandía y limón; y es uno de los 10 productores más grandes del mundo de cacao, anacardo, aguacate, caqui, mango, guayaba, arroz, sorgo y tomate. En la producción de proteínas animales, Brasil es el mayor exportador mundial de carne de pollo. También es el segundo mayor productor de carne vacuna, el tercer mayor productor mundial de leche, el cuarto mayor productor mundial de carne de cerdo y el séptimo mayor productor de huevo del mundo.
Brasil es el segundo exportador mundial de mineral de hierro y uno de los 5 mayores productores del mundo de bauxita, manganeso y estaño, además de poseer el 98% de las reservas mundiales de niobio, además de tener la más grande producción de etanol.[cita requerida] Las exportaciones brasileñas (201.9 millones de dólares) se encuentran entre las veinte más grandes del mundo. Es el mayor productor de café mundial y el primer productor de equipos militares, televisores, semiconductores, celulares, computadoras, automóviles y aviones en Sudamérica.[cita requerida] Brasil es el segundo exportador mundial de alimentos procesados; el 2.º productor de celulosa del mundo y el 8.º productor de papel; el cuarto mayor productor de zapatos; el octavo productor de vehículos y el noveno productor de acero del mundo; y tiene la octava industria química más grande del mundo, además de tener la quinta industria textil más grande del mundo. En la industria de la aviación, Brasil tiene a Embraer, el tercer mayor fabricante de aviones del mundo, solo por detrás de Boeing y Airbus. La Bovespa en São Paulo es la décima segunda mayor bolsa de valores (en valores de mercado) del mundo.

### Chile

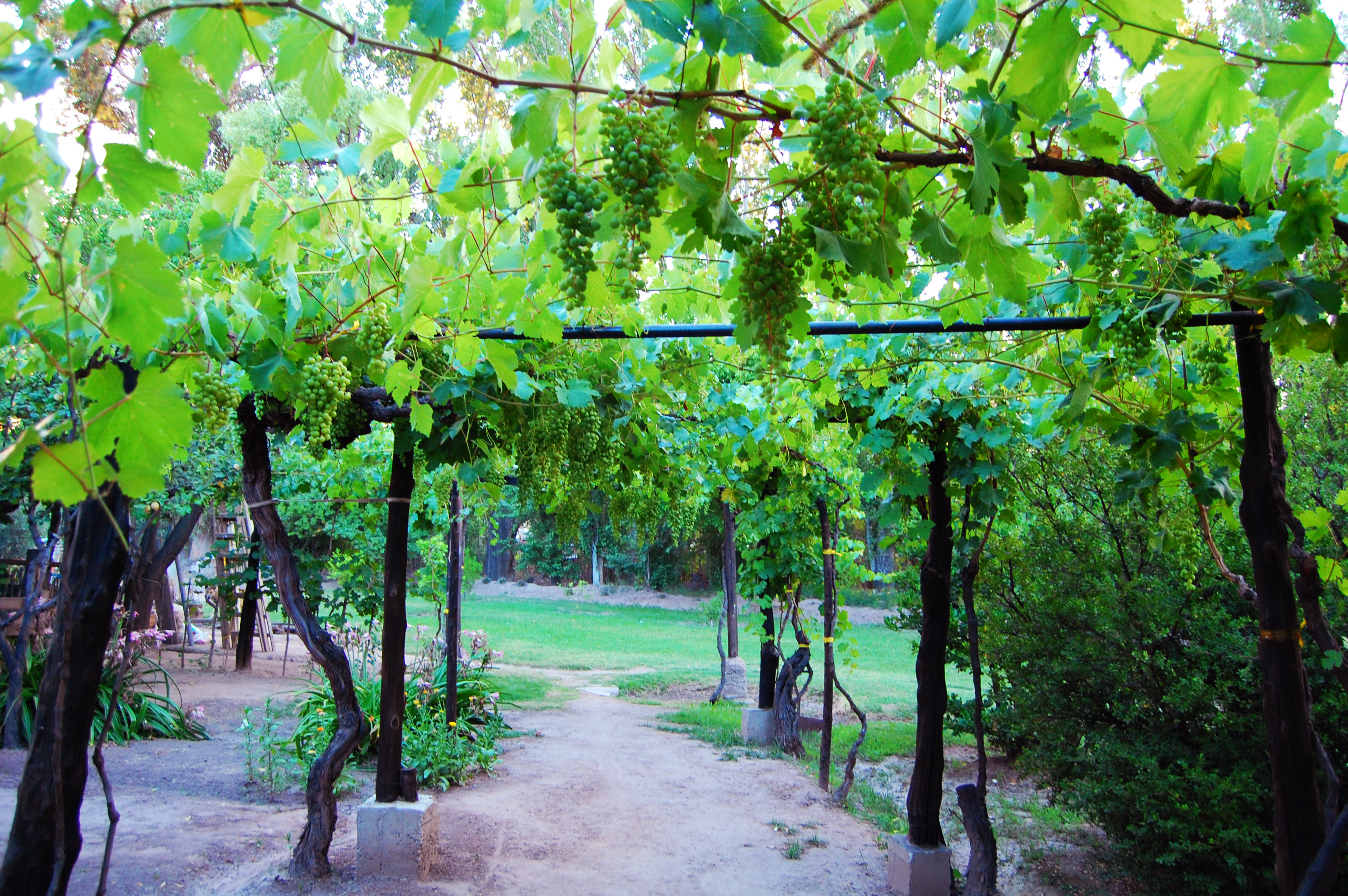
Plantación de uva en Argentina. Argentina y Chile se encuentran entre los 10 mayores productores de uva y vino del mundo, y Brasil entre los 20 mayores.

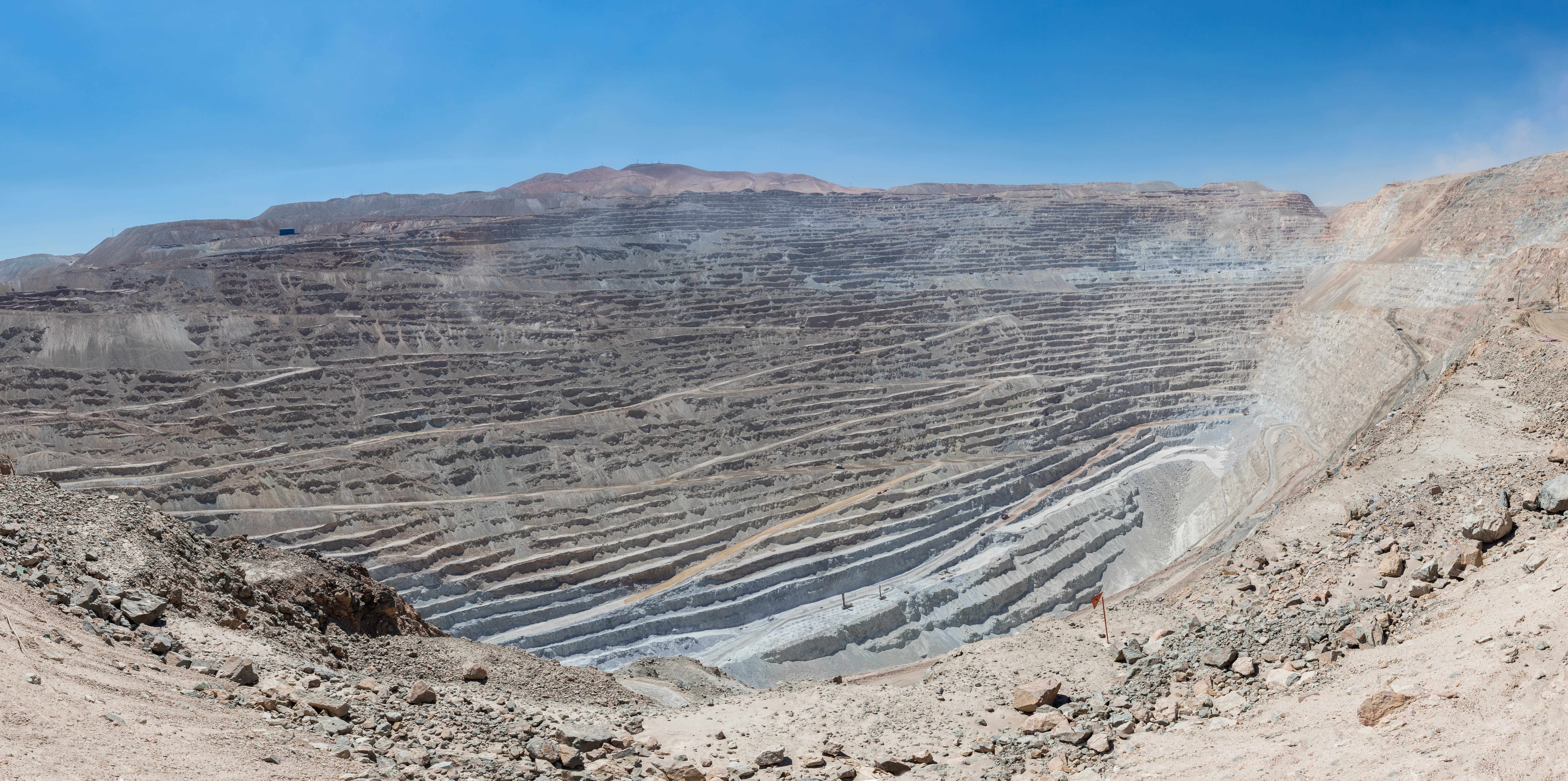
Mina de cobre en Chile. América del Sur produce la mitad del cobre del mundo

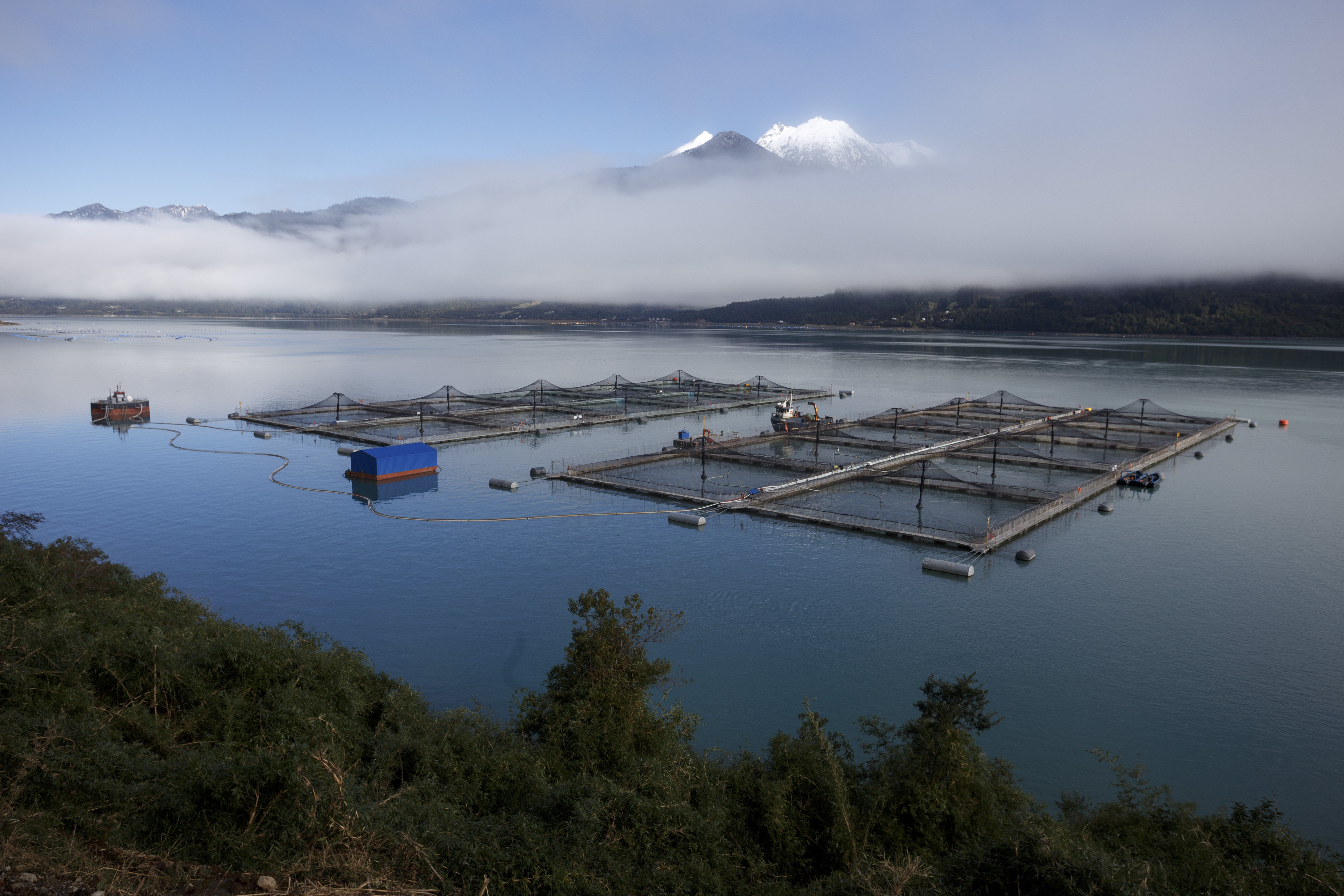
Cultivo de salmón en Chile. Un tercio de todo el salmón vendido en el mundo proviene del país.

Chile es uno de los 5 mayores productores mundiales de cereza y arándano azul frescos y uno de los 10 mayores productores mundiales de uva acaparando el 21,7 de los envíos globales, ciruelas, manzanas deshidratadas, kiwi, melocotón, ciruela y avellana y truchas con su agricultura enfocada a la exportación de frutas de alto valor.
Chile es el país con los ingresos más altos de América Latina con 19,474 PIB per cápita PPA y 16,273 PIB per cápita nominal. El Banco Mundial integró a Chile y Uruguay a la categoría de países de ingresos altos, siendo los únicos países de América Latina en obtener ese estatus.
Chile es miembro de la OCDE, grupo que sólo integran Canadá, Estados Unidos, 
Colombia, y México, en el continente americano. También pertenece al Acuerdo Estratégico Trans-Pacífico de Asociación Económica y a la APEC.
Además la economía de Chile lidera y ostenta índices remarcables en cuanto a competitividad, Libertad económica, Crecimiento Económico Archivado el 1 de julio de 2017 en Wayback Machine., además de gozar con la clasificación de la deuda externa más favorable del continente, mientras que la inversión extranjera, Chile acapara casi el 75% de las inversiones en el cono sur y 28% en todo Latinoamérica con 30 323 millones el 2012, mientras que en términos de inversión hacia el exterior de empresas nacionales, este acapara casi el (50%) con 21 090 millones el 2012 en América Latina, transformándose como una de las economías más dinámicas y desarrolladas de América Latina.
Chile, A pesar de su tamaño, produce la misma cantidad de exportaciones que Argentina, 83 000 millones y 85 000 millones respectivamente, este es el mayor productor mundial de cobre, litio, salmón y yodo, cuenta con el 38 % de las reservas mundiales de ese mineral. La empresa estatal Codelco explota, entre otros, los yacimientos de Chuquicamata y El Teniente, la mina a cielo abierto y la mina de cobre subterránea más grandes del mundo, respectivamente. Además, Chile posee el 39 % de las reservas de litio en Sudamérica, seguido por la Argentina con 32 %, y Bolivia con 28 %. En 2010, el 42 % de la producción mundial de este mineral se concentraba en Chile y el 17 %, en Argentina.
Además de explotar sus propios recursos domésticos, Chile participa en numerosos proyectos mineros extranjeros, ya sea como inversionista o como proveedor de ingeniería y servicios, en países como Australia, Pakistán y Perú, entre otros. Desde mayo de 2010, Chile pasó a integrar la OCDE. Además, el país ostenta el IDH más alto de la región, seguido de Argentina y Uruguay.
Además Chile también es gran productor mundial de carbonato de litio.

### Colombia

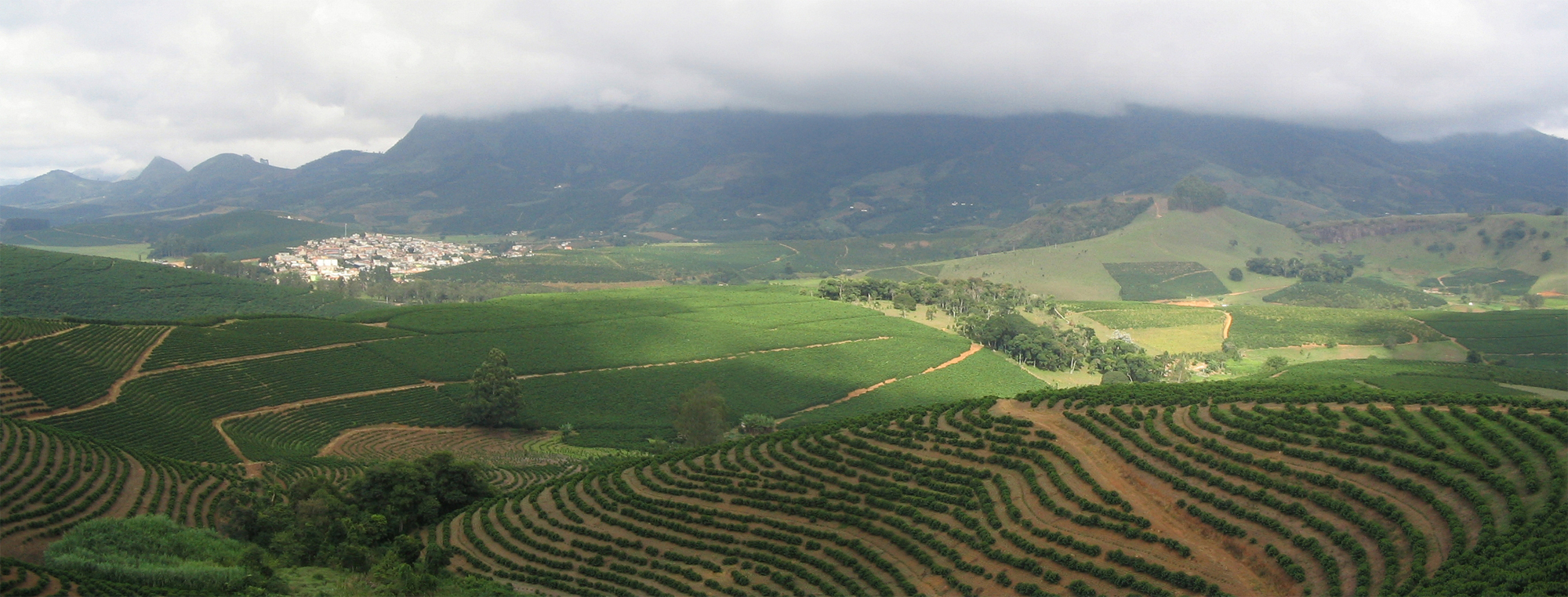
Café en Minas Gerais. En 2018, Brasil fue el mayor productor mundial, con 3,5 millones de toneladas. América del Sur produce la mitad del café del mundo.

Colombia es la tercera mayor economía sudamericana, después de Argentina, y se encuentra entre las primeras 28 del mundo. Tras contar con una de las economías más estables del continente, Colombia consiguió récord de inversión extranjera en el año del 2013 y se espera que siga creciendo mientras Colombia sigue consolidándose como potencia regional. Colombia es uno de los 5 mayores productores del mundo de café, aguacate y aceite de palma, y uno de los 10 mayores productores del mundo de caña de azúcar, banana, piña y cacao.
Por contar con una población joven, economía dinámica y por contar con pólizas que salvaguardan la economía, Colombia fue destacada cuando fue incluida en los CIVETS, un grupo de países que son considerados como los "nuevos BRICS". Aparte de ser miembro de los CIVETS, Colombia también forma parte de la Alianza del Pacífico, Organización Mundial del Comercio, la Comunidad Andina de Naciones y la OCDE.

### Venezuela

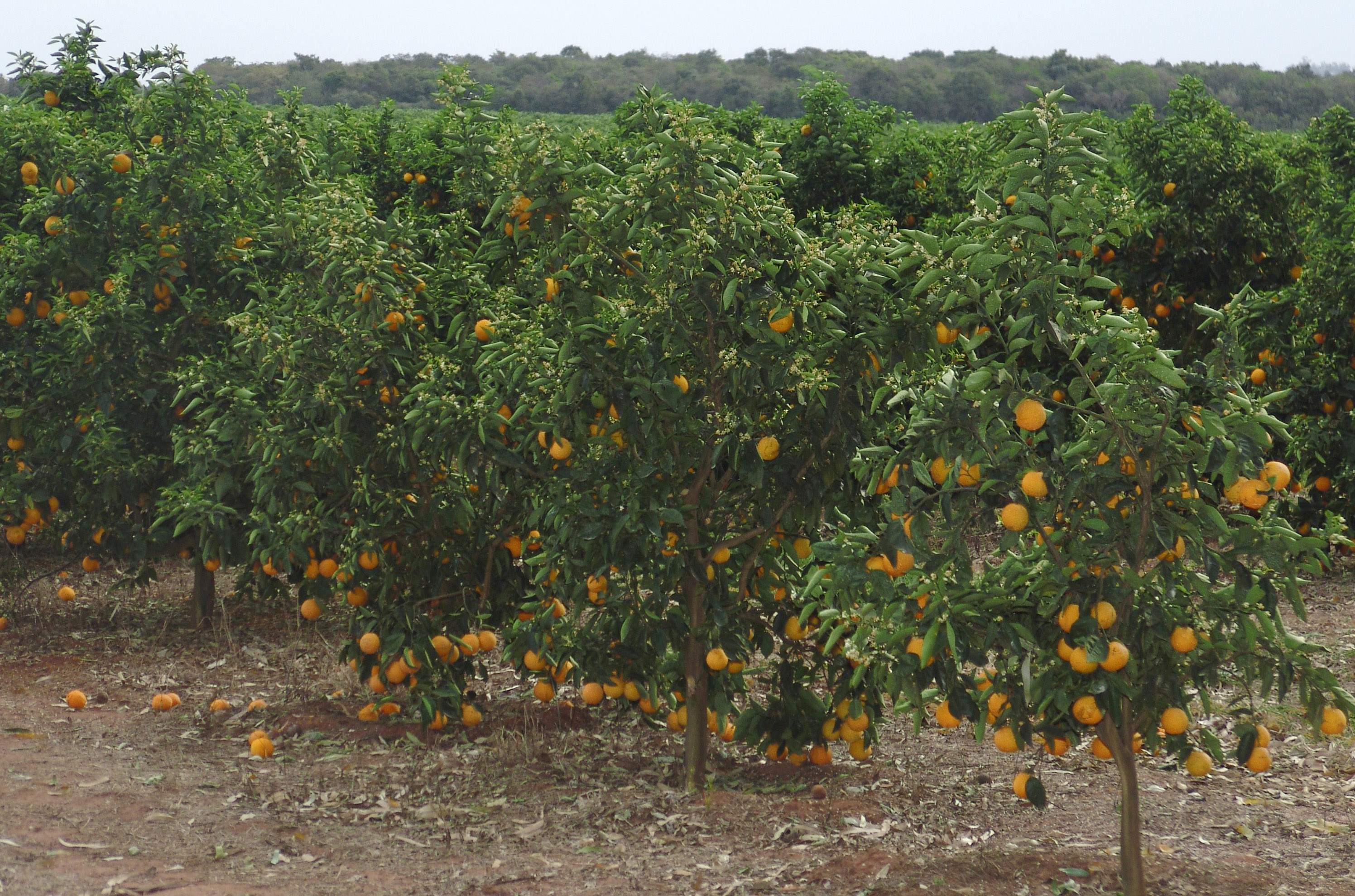
Naranja en Sao Paulo. En 2018, Brasil fue el mayor productor mundial, con 17 millones de toneladas. América del Sur produce el 25% de la naranja del mundo.

Venezuela de acuerdo al banco mundial constituye la séptima economía sudamericana más potente en términos de PIB (PPA) en los últimos 100 años y la 94 a nivel mundial. El país es miembro fundador de la OPEP, tiene una economía basada en la extracción y refinación del Petróleo, además de poseer las reservadas probadas de Petróleo más cajon grandes del mundo que se creen superan los 300 mil millones de barriles. Las reservas de hierro de Venezuela son unas de las más importantes en el mundo con empresas potentes como SIDOR. Venezuela forma parte del Mercosur junto a Brasil, Argentina, Paraguay y Uruguay. A fecha de 1 de junio de 2018 Venezuela tiene 4 años sumida en una grave crisis económica que ha resultado en la reducción de aproximadamente el 25% de su PIB, una hiperinflación que se proyecta por encima del 24 000% a finales del 2018 según algunas fuentes y una grave escasez de todo tipo, resultando en una economía en ruinas principalmente rural con grandes flujos migratorios hacia países vecinos todo esto consecuencia de, según algunos, las malas políticas del Gobierno actual y según la versión del gobierno producto de la guerra económica parte del esquema de guerra no convencional supuestamente aplicada por su rival ideológico Estados Unidos.
Venezuela tuvo una gran caída en la producción de petróleo después de 2015 (donde produjo 2,5 millones de barriles / día), cayendo en 2016 a 2,2 millones, en 2017 a 2 millones, en 2018 a 1,4 millones y en 2019 a 877 mil, por falta de inversiones.

### Perú
Perú es la cuarta nación sudamericana en población y tercera en superficie, en los últimos años el Perú ha experimentado un crecimiento económico alto, con tasas de inflación bajas que le ha dado un impulso. Actualmente es el país de la región con la tasa de crecimiento económico más alta y el riesgo país más bajo.[cita requerida]
Perú es uno de los 5 mayores productores del mundo de palta o aguacate, arándano azul, alcachofa y espárrago, uno de los 10 mayores productores del mundo de café y cacao, uno de los 15 mayores productores del mundo de patata y piña, y también tiene una producción considerable de uva, caña de azúcar, arroz, banano, maíz y mandioca; su agricultura está considerablemente diversificada.

### Otros
Por otro lado, Venezuela y Ecuador forman parte de la OPEP, gracias a sus abundantes reservas de petróleo.

## Ganadería

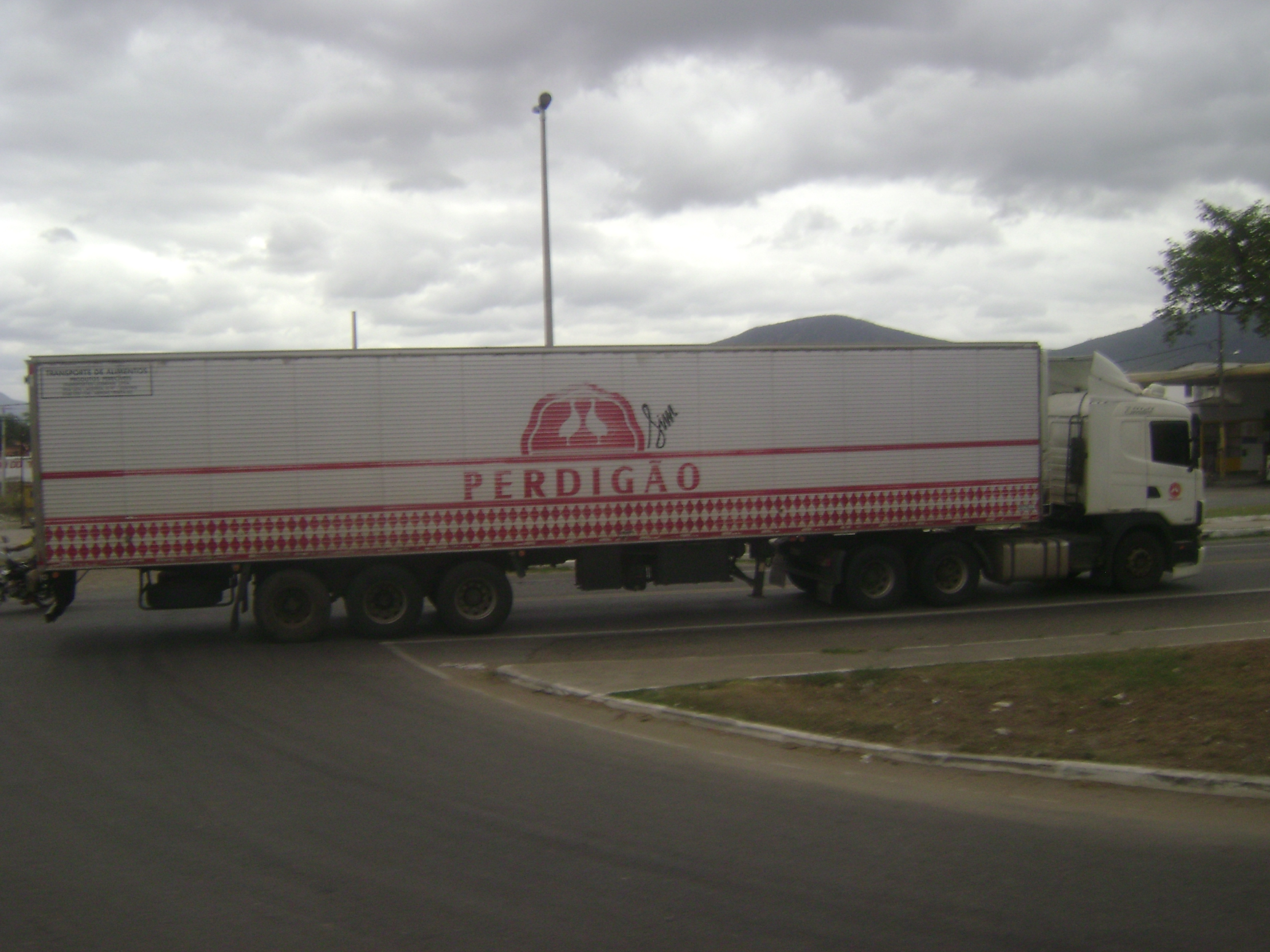
Camión de una empresa cárnica en Brasil. América del Sur produce el 20% de la carne de res y pollo del mundo.

Brasil es el mayor exportador mundial de carne de pollo: 3,77 millones de toneladas en 2019. El país es el poseedor del segundo rebaño de ganado más grande del mundo, el 22,2% del rebaño mundial. El país fue el segundo mayor productor de carne de res en 2019, responsable del 15,4% de la producción mundial. También fue el tercer mayor productor de leche del mundo en 2018. Este año, el país produjo 35,1 mil millones de litros. En 2019, Brasil fue el 4.º productor de carne de cerdo del mundo, con casi 4 millones de toneladas.
En 2018, Argentina fue el cuarto productor mundial de carne de vacuno, con una producción de 3 millones de toneladas (solo por detrás de Estados Unidos, Brasil y China). Uruguay también es un importante productor de carne. En 2018, produjo 589 mil toneladas de carne vacuna.
En la producción de carne de pollo, Argentina se encuentra entre los 15 mayores productores del mundo, y Perú y Colombia entre los 20 más grandes. En la producción de carne de res, Colombia es uno de los 20 mayores productores del mundo. En la producción de miel, Argentina se encuentra entre los 5 mayores productores del mundo, y Brasil entre los 15 más grandes. En términos de producción de leche de vaca, Argentina se encuentra entre los 20 mayores productores del mundo.

## Minería

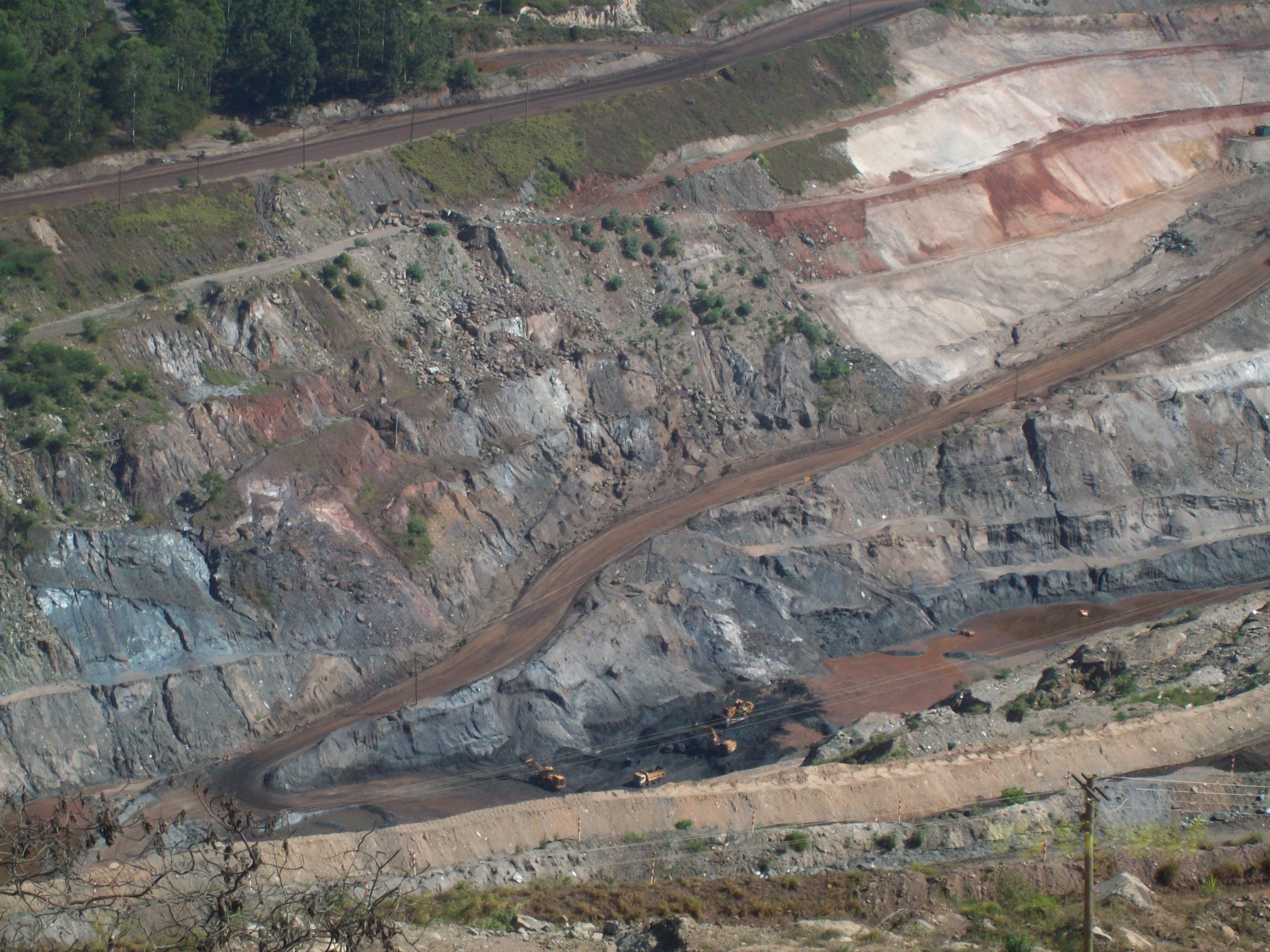
Mina de hierro en Minas Gerais. Brasil es el segundo exportador de mineral de hierro del mundo.

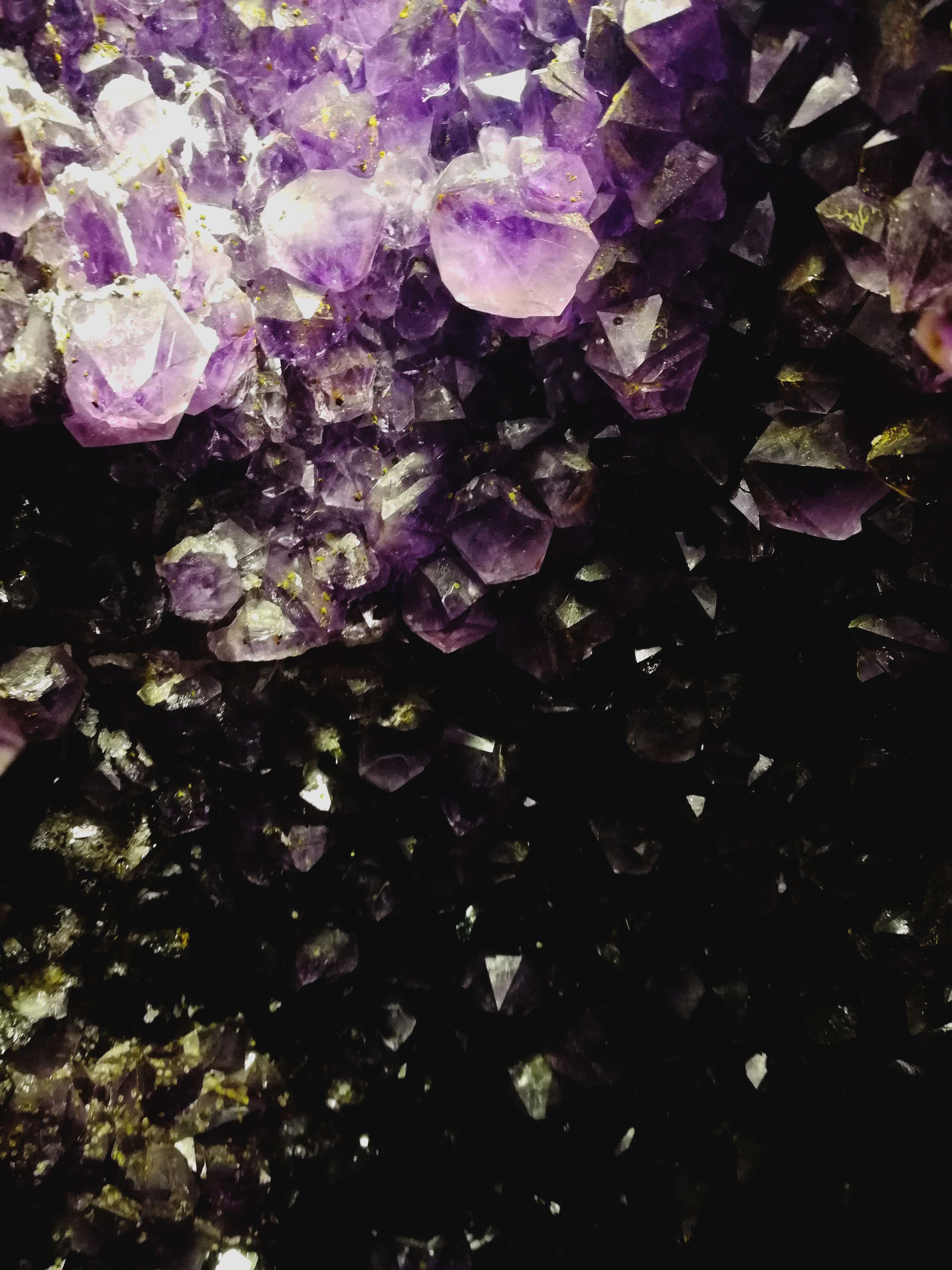
Mina de amatista en Ametista do Sul. América del Sur es un importante productor de gemas como amatista, topacio, esmeralda, aguamarina y turmalina.

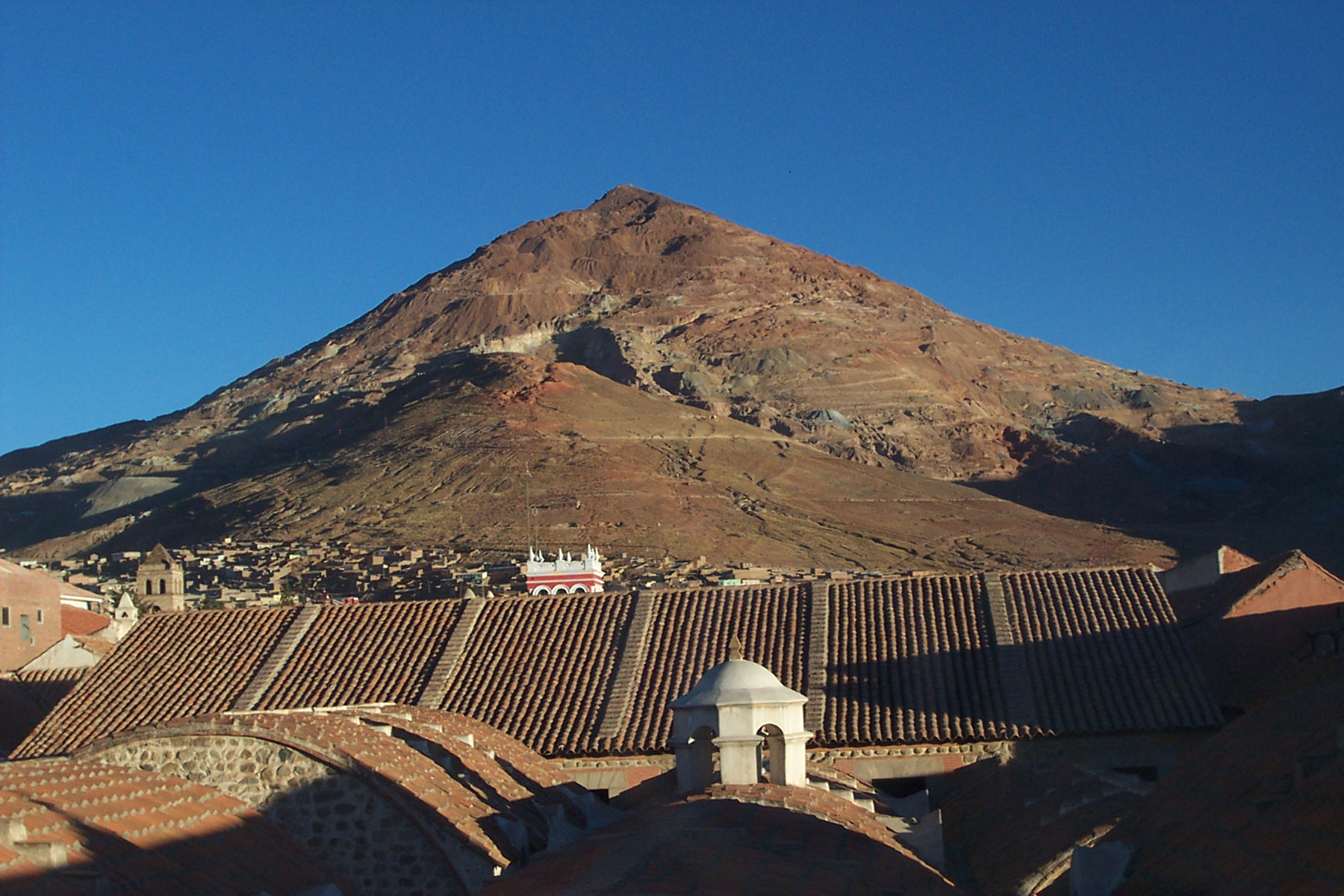
Mina de plata en Bolivia

La minería es uno de los sectores económicos más importantes de América del Sur, especialmente para Chile, Perú y Bolivia, cuyas economías son altamente dependientes de este sector. El continente tiene grandes producciones de oro (principalmente en Perú, Brasil y Argentina); plata (principalmente en Perú, Chile, Bolivia y Argentina); cobre (principalmente en Chile, Perú y Brasil); mineral de hierro (Brasil, Perú y Chile); zinc (Perú, Bolivia y Brasil); molibdeno (Chile y Perú); litio (Chile, Argentina y Brasil); plomo (Perú y Bolivia); bauxita (Brasil); estaño (Perú, Bolivia y Brasil); manganeso (Brasil); antimonio (Bolivia y Ecuador); níquel (Brasil); niobio (Brasil); renio (Chile); yodo (Chile), entre otros.
Brasil se destaca en la extracción de mineral de hierro (donde es el segundo mayor productor y exportador del mundo - el mineral de hierro suele ser uno de los 3 productos de exportación que generan mayor valor en la balanza comercial del país), cobre, oro, bauxita (uno de los 5 productores más grandes del mundo), manganeso (uno de los 5 productores más grandes del mundo), estaño (uno de los mayores productores del mundo), niobio (concentra el 98% de las reservas conocidas en el mundo) y níquel. En términos de piedras preciosas,Brasil es el mayor productor mundial de amatista, topacio, ágata y uno de los principales productores de turmalina, esmeralda, aguamarina, granate y ópalo. También hay producción de amatista en Uruguay y Bolivia. Guyana es un productor considerable de diamante.
Chile fue, en 2019, el mayor productor mundial de cobre, yodo y renio, el segundo mayor productor de litio y molibdeno, el sexto mayor productor de plata, el séptimo mayor productor de sal, el octavo mayor productor de potasa, el decimotercer productor de azufre y el decimotercer productor de mineral de hierro del mundo. En la producción de oro, entre 2006 y 2017, el país produjo cantidades anuales entre 35,9 toneladas en 2017 a 51,3 toneladas en 2013.
Perú fue, en 2019, el segundo productor mundial de cobre y plata, octavo productor mundial de oro, tercer productor mundial de plomo, segundo productor mundial de zinc, el cuarto productor mundial de estaño, el quinto mayor productor de boro y el cuarto mayor productor de molibdeno del mundo.
Bolivia fue, en 2019, el 8.º productor mundial de plata; 4.º productor mundial de boro; 5.º productor mundial de antimonio; 5.º productor mundial de estaño; 6.º productor mundial de tungsteno; 7.º productor mundial de zinc, y el 8.º productor mundial de plomo. En la producción de oro, hasta 2012 el país producía un promedio anual de entre 7 y 10 toneladas por año. Posteriormente, la minería aumentó, alcanzando un pico de producción en 2014 de 25 toneladas. En 2017 el país produjo 24,8 toneladas.
Argentina fue, en 2019, el cuarto productor mundial de litio, el noveno productor mundial de plata, el decimoséptimo productor mundial de oro y el séptimo productor mundial de boro.
Colombia es el mayor productor mundial de esmeralda. En la producción de oro, entre 2006 y 2017, el país produjo 15 toneladas por año hasta 2007, cuando su producción aumentó significativamente, batiendo un récord de 66,1 toneladas extraídas en 2012. En 2017, extrajo 52,2 toneladas. El país se encuentra entre los 25 mayores productores de oro del mundo. En la producción de plata, en 2017 el país extrajo 15,5 toneladas.

## Petróleo y gas
En la producción de petróleo, Brasil fue el décimo productor de petróleo más grande del mundo en 2019, con 2.8 millones de barriles / día. Venezuela fue el vigésimo primer lugar, con 877 mil barriles / día, Colombia en el puesto 22 con 886 mil barriles / día, Ecuador en el 28 con 531 mil barriles / día y Argentina. 29 con 507 mil barriles / día. Como Venezuela y Ecuador consumen poco petróleo y exportan la mayor parte de su producción, forman parte de OPEP. Venezuela tuvo una gran caída en la producción después de 2015 (donde produjo 2,5 millones de barriles / día), cayendo en 2016 a 2,2 millones, en 2017 a 2 millones, en 2018 a 1,4 millones y en 2019 a 877 mil, por falta de inversiones.
En la producción de gas natural, en 2018, Argentina produjo 1524 bcf (miles de millones de pies cúbicos), Venezuela 946, Brasil 877, Bolivia 617, Perú 451, Colombia 379.

## Turismo

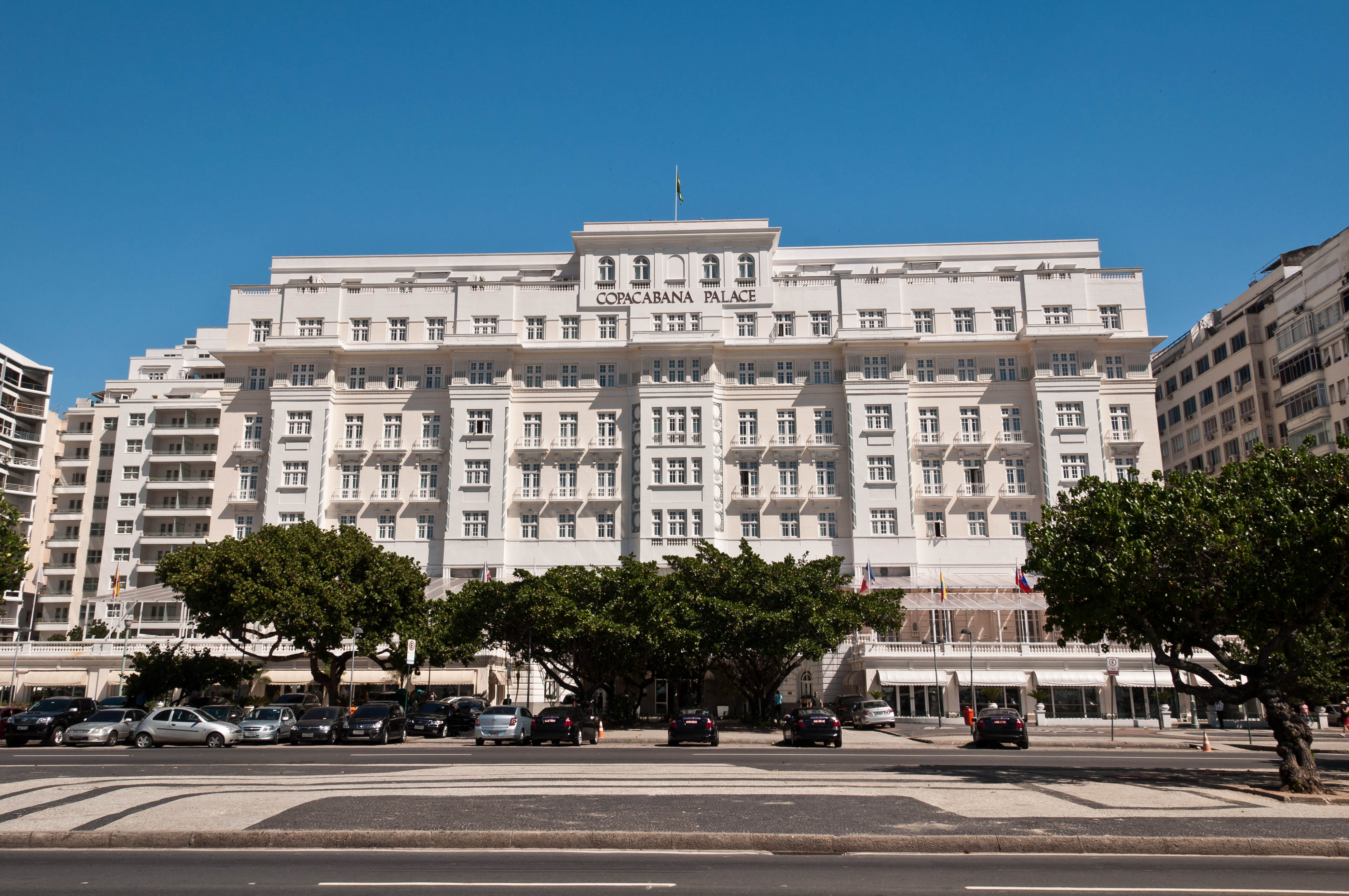
Copacabana Palace, el mejor hotel de América del Sur, en Río de Janeiro

En la lista de destinos turísticos mundiales, en 2018, Argentina fue el 47.º país más visitado, con 6,9 millones de turistas internacionales (e ingresos de U $ 5.5 mil millones); Brasil fue el 48.º más visitado con 6,6 millones de turistas (e ingresos de U $ 5.9 mil millones); Chile en el puesto 53 con 5,7 millones de turistas (e ingresos de U $ 2.9 mil millones); Perú en el puesto 60 con 4,4 millones de turistas (e ingresos de U $ 3.9 mil millones); Colombia 65.º con 3,8 millones de turistas (e ingresos de U $ 5.5 mil millones); Uruguay 69.º con 3,4 millones de turistas (e ingresos de U $ 2.3 mil millones). Tenga en cuenta que la cantidad de turistas no siempre refleja la cantidad monetaria que obtiene el país del turismo. Algunos países realizan turismo de nivel superior, obteniendo más beneficios. El turismo en América del Sur aún está poco evolucionado: en Europa, por ejemplo, los países obtienen valores turísticos anuales como U $ 73,7 mil millones (España), recibiendo 82,7 millones de turistas, o U $ 67,3 mil millones (Francia) recibiendo 89,4 millones de turistas. Mientras que Europa recibió 710 millones de turistas en 2018, Asia 347 millones y América del Norte 142,2 millones, América del Sur recibió solo 37 millones, Centroamérica 10,8 millones y el Caribe 25,7 millones.

## Transporte

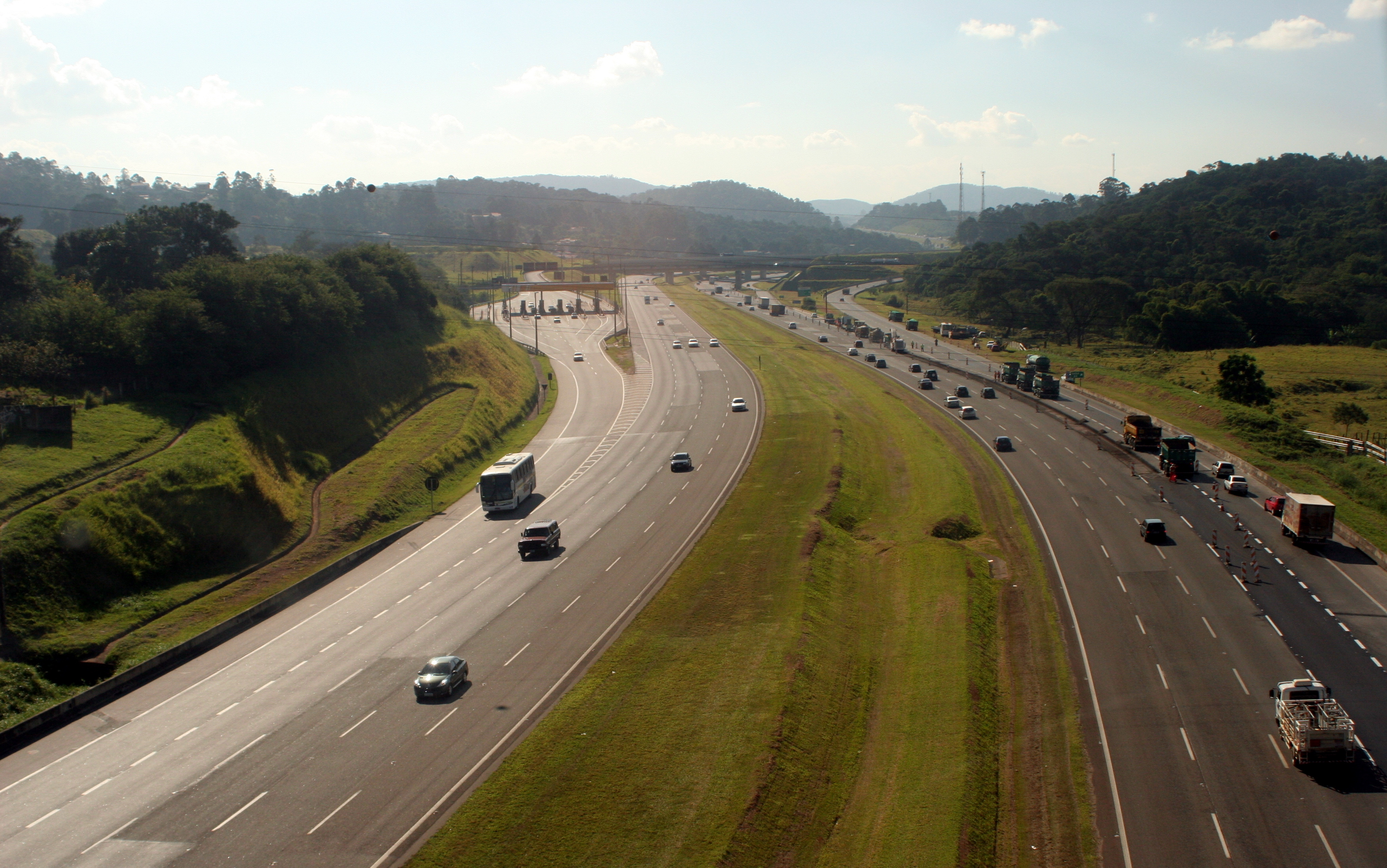
Rodovia dos Bandeirantes, Brasil

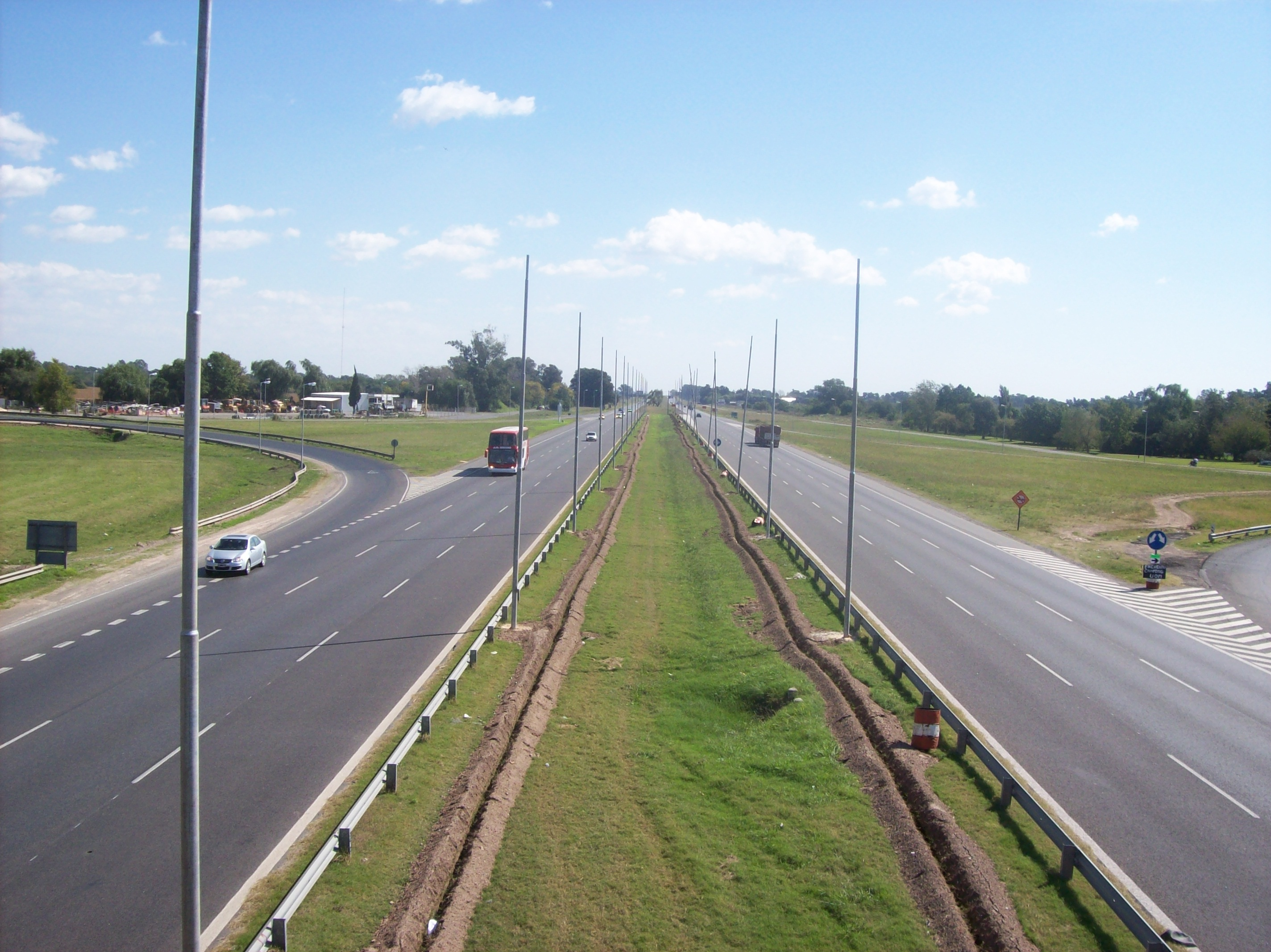
Ruta 9 / 14, en Zarate, Argentina

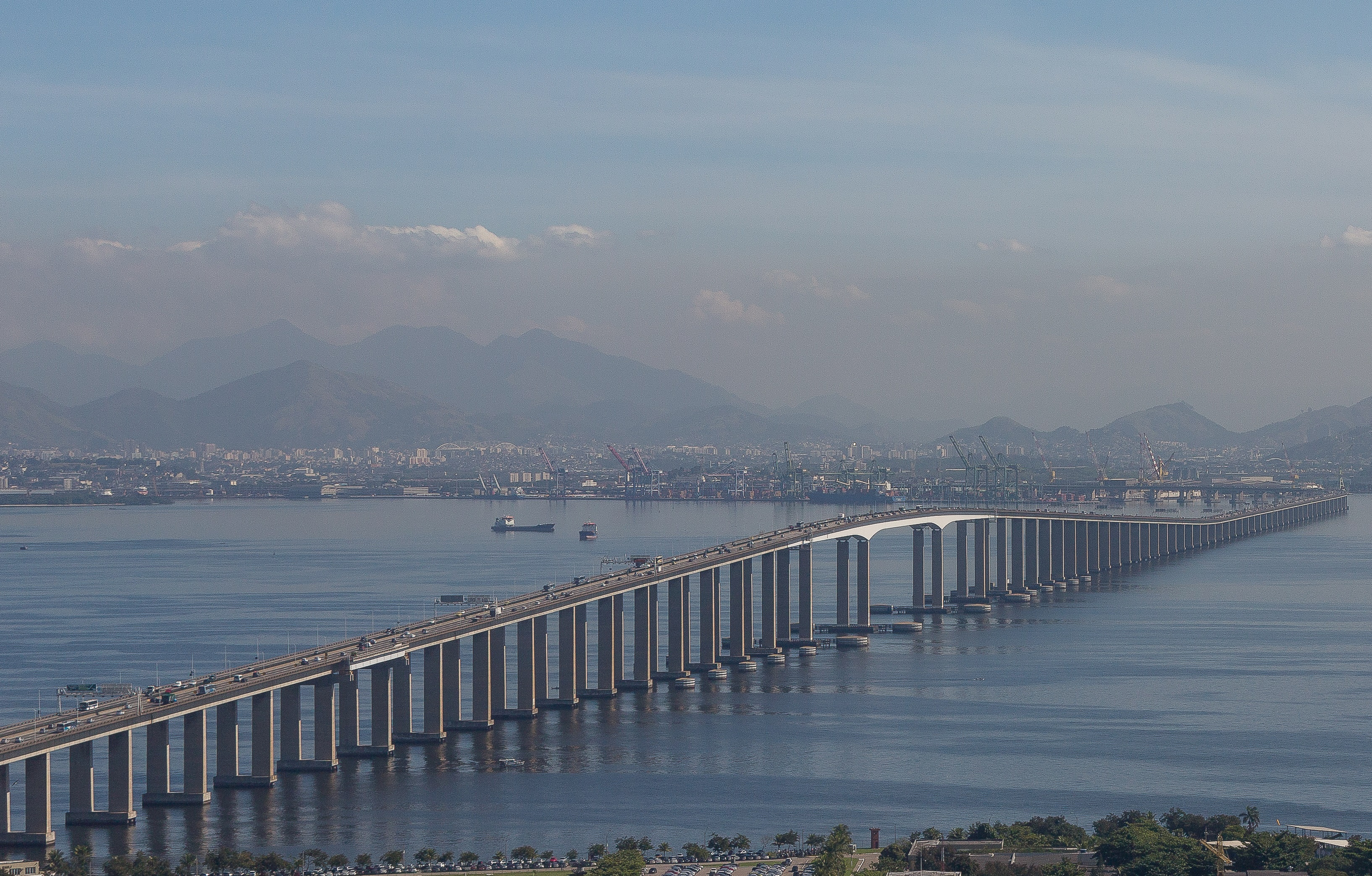
Puente Río-Niterói

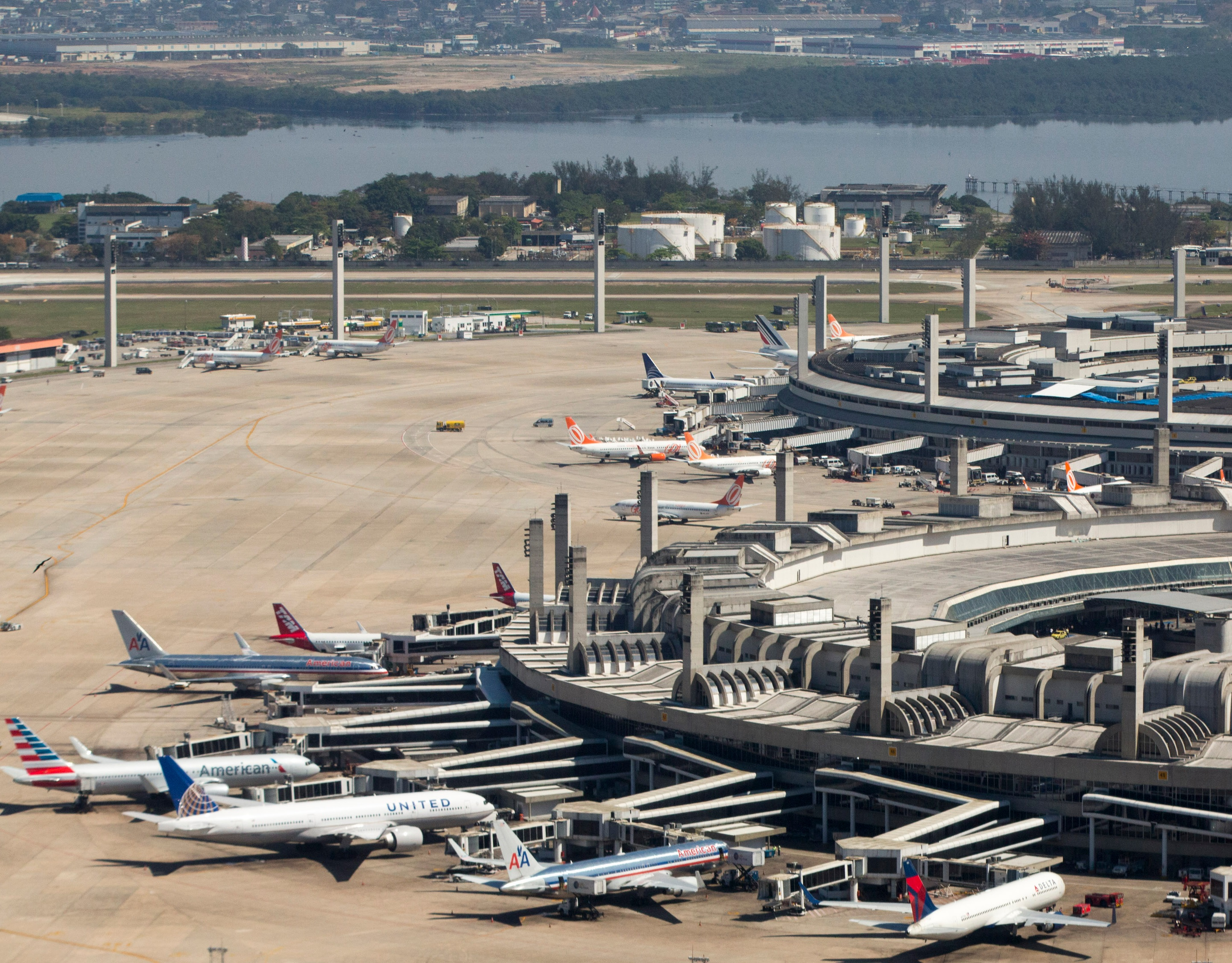
Aeropuerto Internacional de Río de Janeiro

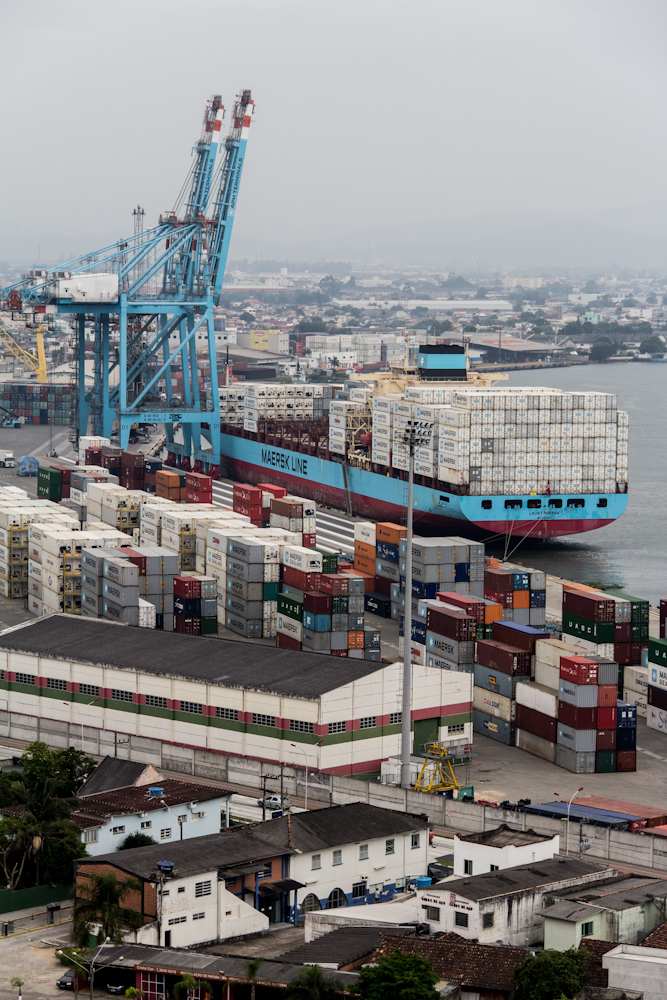
Puerto de Itajaí, Santa Catarina, Brasil

El transporte en América del Sur se realiza básicamente en la modalidad carretera, la más desarrollada de la región. También hay una infraestructura considerable de puertos y aeropuertos. El sector ferroviario y fluvial, aunque tiene potencial, suele ser tratado de forma secundaria.
Brasil tiene más de 1,7 millones de kilómetros de carreteras, de los cuales 215.000 km están pavimentados, y unos 14.000 km son carreteras divididas. Las dos carreteras más importantes del país son BR-101 y BR-116. Argentina tiene más de 600.000 km de carreteras, de los cuales unos 70.000 km están pavimentados y unos 2.500 km son carreteras divididas. Las tres carreteras más importantes del país son Ruta 9, Ruta 7 y Ruta 14 . Colombia tiene alrededor de 210.000 km de carreteras y unos 2300 km son carreteras divididas. Chile tiene cerca de 82.000 km de carreteras, 20.000 de las cuales están pavimentadas, y aproximadamente 2.000 km son carreteras divididas. La carretera más importante del país es la Ruta 5 (Carretera Panamericana) Estos 4 países son los que cuentan con la mejor infraestructura vial y con el mayor número de carreteras de doble carril.
Debido a la Cordillera de los Andes, Río Amazonas y Selva Amazónica, siempre ha habido dificultades para implementar carreteras transcontinentales o bioceánicas. Prácticamente la única ruta que existía era la que conectaba Brasil con Buenos Aires, en Argentina y luego con Santiago, en Chile. Sin embargo, en los últimos años, con el esfuerzo conjunto de los países, han comenzado a surgir nuevas rutas, como Brasil-Perú (Carretera Interoceánica), y una nueva carretera entre Brasil, Paraguay, norte de Argentina y norte de Chile (Corredor Bioceánico).
Hay más de 2.000 aeropuertos en Brasil. El país tiene el segundo mayor número de aeropuertos del mundo, solo detrás de Estados Unidos. El Aeropuerto Internacional de São Paulo, ubicado en la Región Metropolitana de São Paulo, es el más grande y concurrido del país - el aeropuerto conecta São Paulo con prácticamente todas las principales ciudades del mundo. Brasil tiene 44 aeropuertos internacionales, como los de Río de Janeiro, Brasilia, Belo Horizonte, Porto Alegre, Florianópolis, Cuiabá, Salvador, Recife, Fortaleza, Belém y Manaus, entre otros. Argentina cuenta con importantes aeropuertos internacionales como Buenos Aires, Córdoba, Bariloche, Mendoza, Salta, Puerto Iguazú, Neuquén y Ushuaia, entre otros. Chile cuenta con importantes aeropuertos internacionales como Santiago, Antofagasta, Puerto Montt, Punta Arenas y Iquique, entre otros. Colombia cuenta con importantes aeropuertos internacionales como Bogotá, Medellín, Cartagena, Cali y Barranquilla, entre otros. Perú cuenta con importantes aeropuertos internacionales como Lima, Cuzco y Arequipa. Otros aeropuertos importantes son los de las capitales de Uruguay (Montevideo), Paraguay (Asunción), Bolivia (La Paz) y Ecuador (Quito). Los 10 aeropuertos más transitados de América del Sur en 2017 fueron: São Paulo-Guarulhos (Brasil), Bogotá (Colombia), São Paulo-Congonhas (Brasil), Santiago (Chile), Lima (Perú), Brasilia (Brasil), Río de Janeiro. (Brasil), Buenos Aires-Aeroparque (Argentina), Buenos Aires-Ezeiza (Argentina) y Minas Gerais (Brasil).
Acerca de puertos, Brasil tiene algunos de los puertos más activos de América del Sur, como Puerto de Santos, Puerto de Río de Janeiro, Puerto de Paranaguá, Puerto de Itajaí, Puerto de Rio Grande y Puerto de Suape. Argentina tiene puertos como Puerto de Buenos Aires y Puerto de Rosario. Chile tiene importantes puertos en Valparaíso, Caldera, Mejillones, Antofagasta, Iquique, Arica y Puerto Montt. Colombia cuenta con importantes puertos como Buenaventura y Bahía de Cartagena. Perú tiene puertos importantes en Callao, Ilo y Matarani. Los 15 puertos más activos de América del Sur son: Puerto de Santos (Brasil), Puerto de Bahía de Cartagena (Colombia), Callao (Perú), Guayaquil (Ecuador), Buenos Aires (Argentina), San Antonio (Chile), Buenaventura (Colombia), Itajaí (Brasil), Valparaíso (Chile), Montevideo (Uruguay), Paranaguá (Brasil), Rio Grande (Brasil), São Francisco do Sul (Brasil), Manaus (Brasil) y Coronel (Chile).
La red ferroviaria brasileña tiene una extensión de unos 30.000 kilómetros. Se utiliza básicamente para transportar minerales. El ferrocarril argentino La red, con 47.000 km de vías, fue una de las más grandes del mundo y sigue siendo la más extensa de Latinoamérica. Llegó a tener unos 100.000 km de raíles, pero el levantamiento de vías y el énfasis puesto en el transporte motorizado lo redujeron gradualmente. Tiene cuatro senderos diferentes y conexiones internacionales con Paraguay, Bolivia, Chile, Brasil y Uruguay. Chile tiene casi 7000 km de vías férreas, con conexiones a Argentina, Bolivia y Perú. Colombia tiene solo unos 3500 km de vías férreas.
Entre las principales vías navegables brasileñas destacan dos: Hidrovía Paraná-Tieté (que tiene una longitud de 2.400 km, 1.600 en el río Paraná y 800 km en el río Tietê, drenando la producción agrícola de los estados de Mato Grosso, Mato Grosso do Sul, Goiás y parte de Rondônia, Tocantins y Minas Gerais) e Hidrovia do Solimões-Amazonas (tiene dos tramos: Solimões, que se extiende desde Tabatinga hasta Manaus, con aproximadamente 1600 km, y Amazonas, que se extiende desde Manaos a Belém, con 1650 km. Casi en su totalidad el transporte de pasajeros desde la llanura amazónica se realiza por esta vía fluvial, además de prácticamente todo el transporte de carga que se dirige a los principales centros regionales de Belém y Manaus). En Brasil, este transporte todavía está infrautilizado: los tramos de vías navegables más importantes, desde el punto de vista económico, se encuentran en el sureste y sur del país. Su pleno aprovechamiento aún depende de la construcción de esclusas, grandes obras de dragado y, principalmente, de puertos que permitan la integración intermodal. En Argentina, la red de vías navegables está conformada por los ríos La Plata, Paraná, Paraguay y Uruguay. Los principales puertos fluviales son Zárate y Campana. El puerto de Buenos Aires es históricamente el primero en importancia individual, pero el área conocida como Up-River, que se extiende a lo largo de 67 km de la porción Santa Fe del río Paraná, aglutina 17 puertos que concentran el 50% de las exportaciones totales del país.

## Energía
Petróleo
Algunos países sudamericanos figuran entre los mayores productores de petróleo, Brasil es el décimo productor mundial, Venezuela el décimo sexto y Colombia el vigésimo segundo. En la siguiente tabla se muestran los países con producción superior a 100.000 barriles por día.
|    | País      | Producción de petróleo 2020 (bbl/día) |
| -- | --------- | ------------------------------------- |
| 01 | Brasil    | 2 587 000                             |
| 02 | Venezuela | 1 484 000                             |
| 03 | Colombia  | 863 000                               |
| 04 | Ecuador   | 517 000                               |
| 05 | Argentina | 489 000                               |

Electricidad
Entre los mayores productores mundiales de electricidad están algunos países de América del Sur. Brasil es el octavo mayor productor, Argentina el trigésimo, Chile el treinta y ocho, Venezuela trigésimo noveno y Colombia el cuadragésimo mayor. En la región los mayores productores se resumen en la tabla siguiente.
|    | País      | Producción de electricidad 2020 (millones kWh) |
| -- | --------- | ---------------------------------------------- |
| 01 | Brasil    | 568 000                                        |
| 02 | Argentina | 132 000                                        |
| 03 | Venezuela | 109 000                                        |
| 04 | Chile     | 76 000                                         |
| 05 | Colombia  | 75 000                                         |
| 06 | Paraguay  | 63 000                                         |
| 07 | Perú      | 50 000                                         |
| 08 | Ecuador   | 27 000                                         |
| 09 | Uruguay   | 13 000                                         |
| 10 | Bolivia   | 9 000                                          |

### Brasil

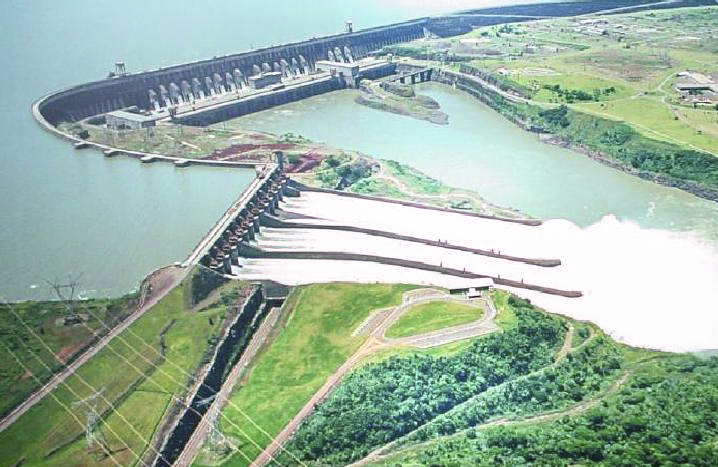
Represa de Itaipu en Paraná.

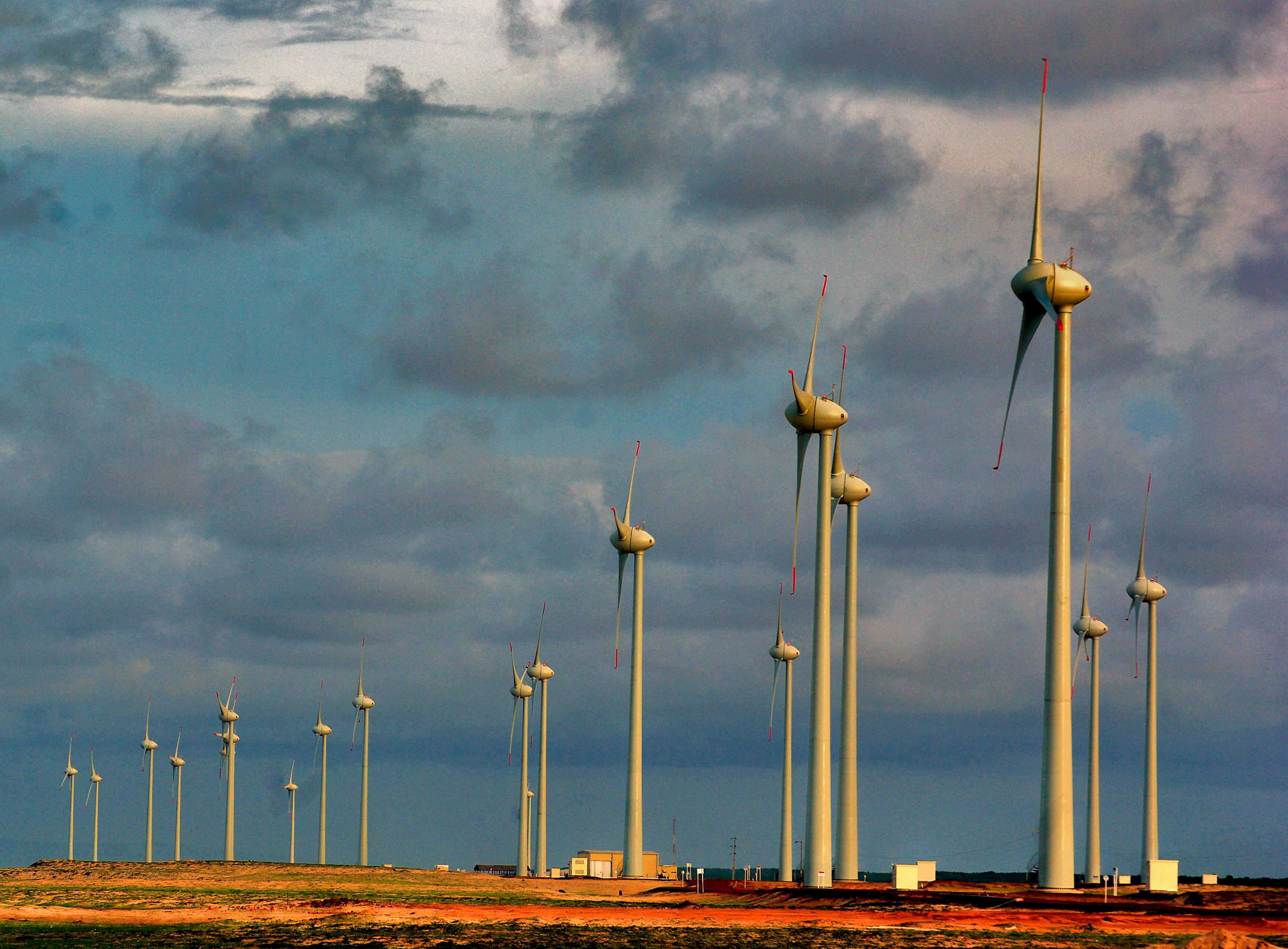
Energía eólica en Parnaíba.

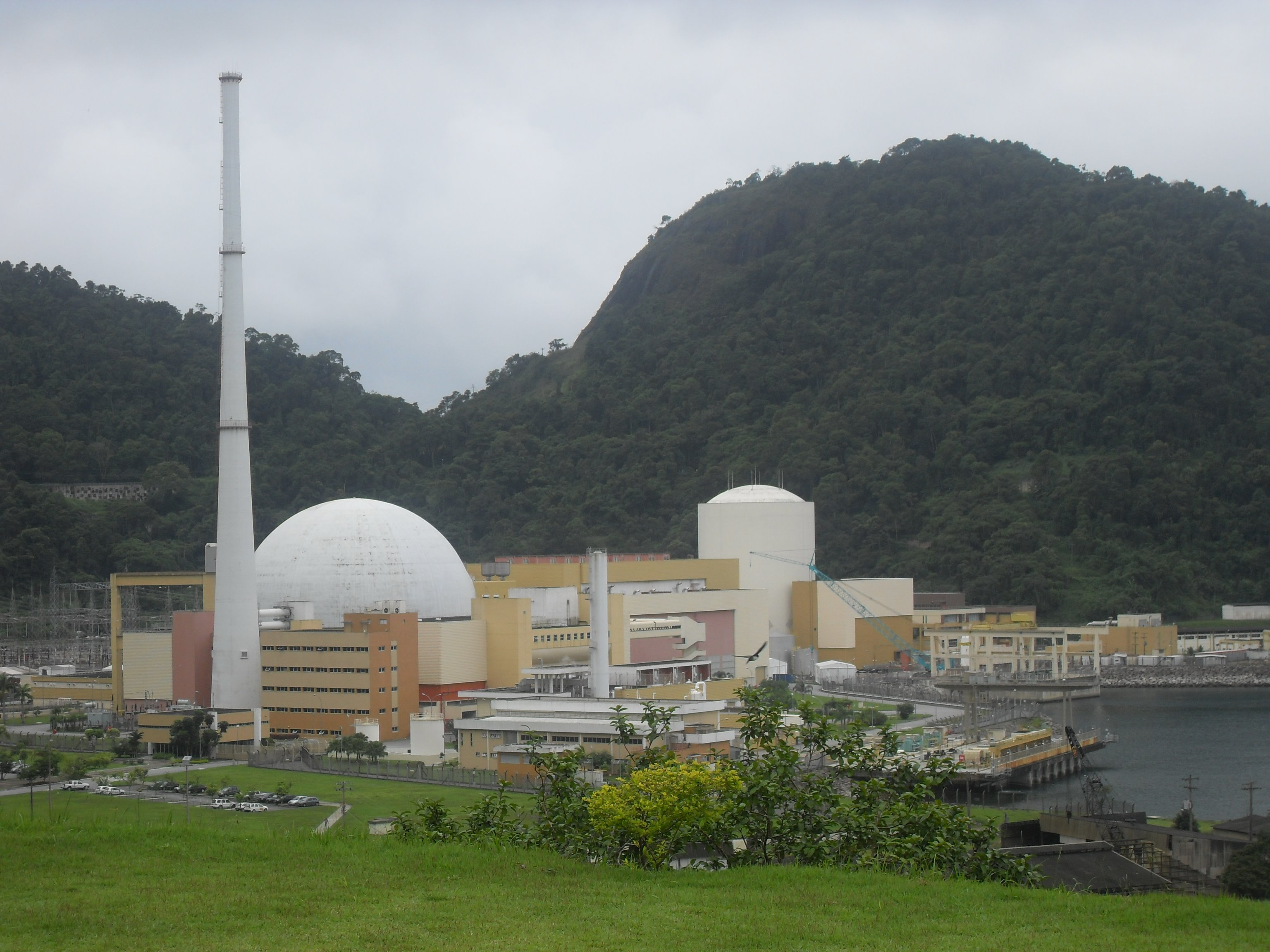
Central nuclear Almirante Álvaro Alberto en Angra dos Reis, Río de Janeiro

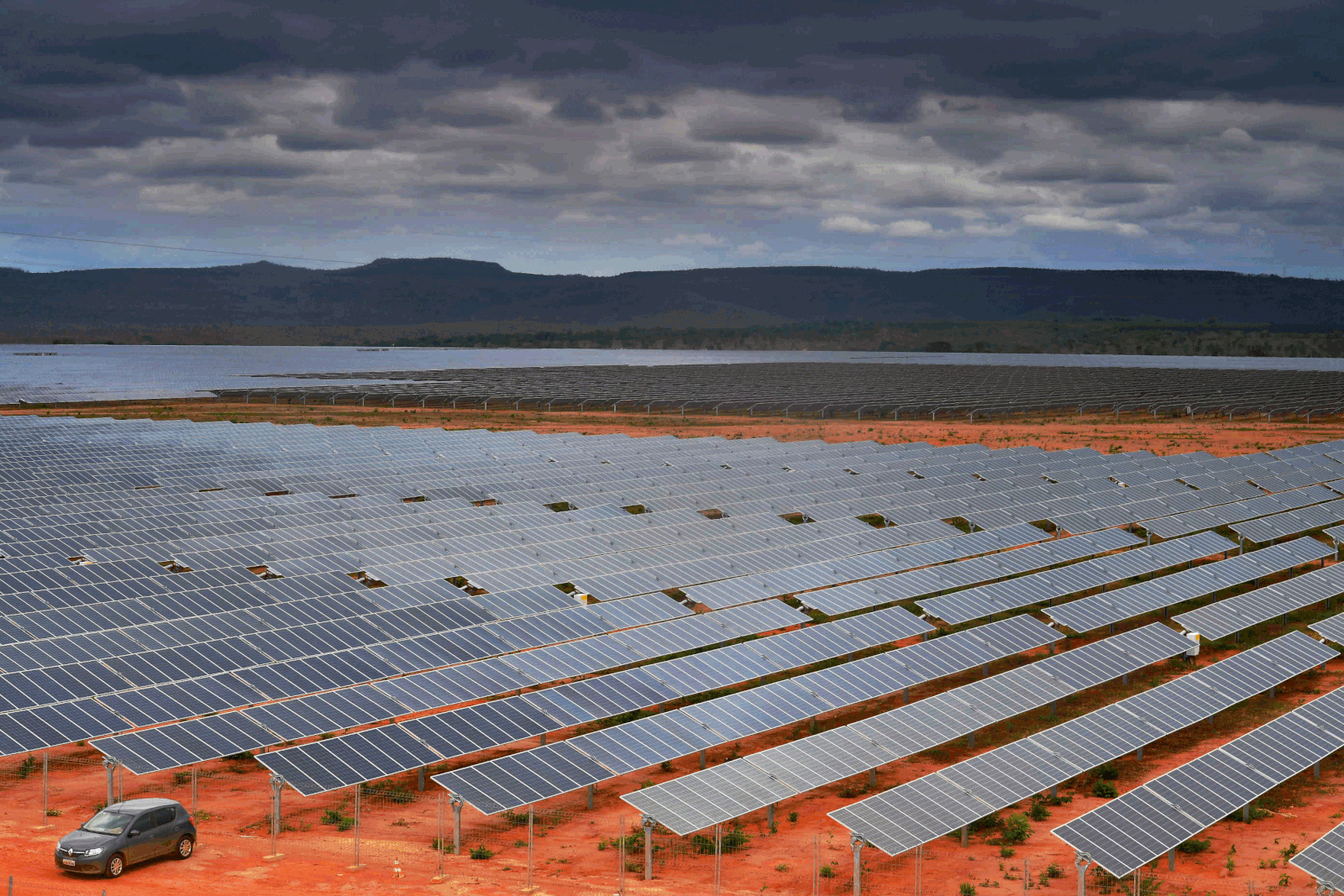
Complejo solar Pirapora, el más grande de Brasil y Latinoamérica con 321 MW.

El gobierno brasileño ha emprendido un ambicioso programa para reducir la dependencia del petróleo importado. Las importaciones anteriormente representaban más del 70% de las necesidades de petróleo del país, pero Brasil se volvió autosuficiente en petróleo en 2006–2007. Brasil fue el décimo mayor productor de petróleo del mundo en 2019, con 2,8 millones de barriles/día. La producción logra abastecer la demanda del país. A principios de 2020, en la producción de petróleo y gas natural, el país superó por primera vez los 4 millones de barriles de petróleo equivalente por día. En enero de este año se extrajeron 3,168 millones de barriles de petróleo por día y 138,753 millones de metros cúbicos de gas natural.
Hidroelectricidad
Brasil es el segundo mayor productor mundial de energía hidroeléctrica. En 2019, Brasil tenía 217 centrales hidroeléctricas en operación, con una capacidad instalada de 98.581 MW, el 60,16% de la generación energética del país. En la generación total de electricidad, en 2019 Brasil alcanzó los 170.000 MW de capacidad instalada, más del 75% de fuentes renovables (la mayoría, hidroeléctricas).
En 2013, la Región Sudeste utilizó alrededor del 50% de la carga del Sistema Integrado Nacional (SIN), siendo la principal región consumidora de energía del país. La capacidad instalada de generación de electricidad de la región totalizó casi 42.500 MW, lo que representó alrededor de un tercio de la capacidad de generación de Brasil. La generación hidroeléctrica representó el 58% de la capacidad instalada de la región, correspondiendo el 42% restante básicamente a la generación termoeléctrica. São Paulo representó el 40% de esta capacidad; Minas Gerais en aproximadamente un 25%; Río de Janeiro en 13,3%; y Espírito Santo representó el resto. La Región Sur es propietaria de la Represa de Itaipu, que fue la mayor central hidroeléctrica del mundo durante varios años, hasta la inauguración de la Represa de las Tres Gargantas en China. Sigue siendo la segunda hidroeléctrica en funcionamiento más grande del mundo. Brasil es copropietario de la Planta de Itaipu con Paraguay: la presa está ubicada en el Río Paraná, ubicado en la frontera entre países. Tiene una capacidad de generación instalada de 14 GW para 20 unidades generadoras de 700 MW cada uno. Región Norte tiene grandes centrales hidroeléctricas, como Represa de Belo Monte y Represa de Tucuruí, que producen gran parte de la energía nacional. El potencial hidroeléctrico de Brasil aún no se ha explotado por completo, por lo que el país aún tiene la capacidad para construir varias plantas de energía renovable en su territorio.
Energía eólica
En 2020 Brasil fue el octavo país del mundo en términos de potencia eólica instalada (17,2 GW).
En 2019, se estimó que el país tenía un potencial de generación estimado energía eólica de alrededor de 522 GW (esto, solo en tierra), energía suficiente para satisfacer tres veces la demanda actual del país. A julio de 2022, según ONS, la capacidad instalada total fue de 22 GW, con un factor de capacidad promedio del 58%. Si bien el factor de capacidad de producción eólica promedio mundial es del 24,7%, hay áreas en el norte de Brasil, especialmente en el estado de Bahía, donde algunos parques eólicos registran un factor de capacidad promedio superior al 60%; el factor de capacidad promedio en la Región Nordeste es de 45% en la costa y 49% en el interior. En 2019, la energía eólica representó el 9% de la energía generada en el país.
Energía nuclear
En 2020 Brasil fue el vigésimo segundo país del mundo en términos de potencia nuclear instalada (1,89 GW), la energía nuclear representa alrededor del 4% de la electricidad de Brasil. El monopolio de la generación de energía nuclear es propiedad de Eletronuclear (Eletrobrás Eletronuclear S / A), una subsidiaria de propiedad total de Eletrobrás. La energía nuclear es producida por dos reactores en Angra. Está ubicado en la Central Nuclear Almirante Álvaro Alberto (CNAAA) en la Praia de Itaorna en Angra dos Reis, Río de Janeiro. Consta de dos reactores de agua a presión, Angra I, con una capacidad de 657 MW, conectado a la red eléctrica en 1982, y Angra II, con una capacidad de 1.350 MW, conectado en 2000. Un tercer reactor, Angra III, con un se espera que sea de 1.350 MW, debería estar terminado.
Energía solar
En 2020, Brasil fue el decimocuarto país del mundo en términos de energía solar instalada (7,8 GW). A agosto de 2022, según ONS, la capacidad instalada total de energía solar fotovoltaica era de 17 GW, con un factor de capacidad promedio del 23%. Algunos de los estados brasileños más irradiados son MG (Minas Gerais), BA (Bahía) y GO (Goiás), que en realidad tienen récords mundiales de irradiación. En 2019, la energía solar representó el 1,27% de la energía generada en el país.
Biomasa
En 2020, Brasil fue el segundo país más grande del mundo en la producción de energía a través de biomasa (producción de energía a partir de biocombustibles sólidos y residuos renovables), con 15,2 GW instalados.

### Otros países
En energías combustibles, en 2020, Colombia fue el vigésimo productor de petróleo del mundo y en 2015 fue el decimonoveno exportador. En gas natural, el país fue, en 2015, el 40.º productor mundial. Lo más destacado de Colombia es el carbón, donde el país fue, en 2018, el duodécimo productor mundial y el quinto exportador mundial. Venezuela, que fue uno de los mayores productores de petróleo del mundo (alrededor de 2,5 millones de barriles / día en 2015) y uno de los mayores exportadores, debido a sus problemas políticos, ha visto reducida su producción drásticamente en los últimos años: alcanzó solo 300.000 barriles / día en 2020. Argentina fue, en 2017, el 18.° productor mundial (y el mayor productor de América Latina) de gas natural, además de ser el 28.° productor de petróleo; si bien el país tiene el campo Vaca Muerta, que contiene cerca de 16 mil millones de barriles de petróleo de esquisto técnicamente recuperable, y es el segundo yacimiento de gas natural de esquisto más grande del mundo, el país carece de capacidad para explotar el yacimiento: es capital necesario, tecnología y conocimientos que solo pueden provenir de las empresas energéticas offshore, que ven a la Argentina y sus erráticas políticas económicas con considerable recelo, sin querer invertir en el país. Bolivia destaca en la producción de gas natural, donde fuera, respectivamente, el 31 más grande del mundo en 2015.Ecuador, debido a que consume poca energía, es parte de la OPEP y fue el 27o mayor productor de petróleo del mundo en 2020, siendo el 22o mayor exportador en 2014.
En energías renovables, en 2020, Colombia se ubicó en el puesto 45 del mundo en términos de energía eólica instalada (0,5 GW), 76 en el mundo en términos de energía solar instalada (0,1 GW) y 20 en el mundo en términos de energía hidroeléctrica instalada. (12,6 GW). Venezuela se destaca en hidroelectricidad, donde fue el decimocuarto país del mundo en términos de capacidad instalada en 2020 (16,5 GW). Argentina se ubicó en el puesto 27 del mundo en energía eólica instalada (2,6 GW), 42 en el mundo en energía solar instalada (0,7 GW) y 21 en el mundo en energía hidroeléctrica instalada. (11,3 GW). El país tiene un gran potencial de futuro para la producción de energía eólica en la región de la Patagonia. Chile tiene un gran potencial futuro para la producción de energía solar en la región del desierto de Atacama. Paraguay se destaca hoy en producción hidroeléctrica gracias a la Central de Itaipú.

## Inversión extranjera
Las mayores economías receptoras y exportadoras de inversiones continúan siendo lideradas por Brasil y Chile, aunque la tendencia es a la desaceleración en las economías de Brasil, mostrando una variación negativa de su ingreso de inversiones de hasta un -25,o%, por el contrario Chile muestra una acelerada y creciente captación de inversiones registrando una variación positiva de 32,2% el 2012, situándose como la segunda economía latinoamericana en captación de inversión el 2012, y en la primera economía con más inversiones relativas como porción del PIB y per capitá.
| Países    | 2007   | 2008   | 2009   | 2010   | 2011   | 2012   | 2014   |
| --------- | ------ | ------ | ------ | ------ | ------ | ------ | ------ |
| Argentina | 6473   | 9726   | 4017   | 7848   | 9882   | 12 551 | 6612   |
| Bolivia   | 366    | 513    | 423    | 643    | 859    | 1060   | 648    |
| Brasil    | 34 585 | 45 058 | 25 949 | 48 506 | 66 660 | 65 272 | 62 495 |
| Chile     | 12 572 | 15 518 | 12 887 | 15 373 | 22 931 | 30 323 | 22 002 |
| Colombia  | 9049   | 10 596 | 7137   | 6758   | 13 438 | 15 823 | 16 054 |
| Ecuador   | 194    | 1058   | 306    | 163    | 641    | 364    | 774    |
| Paraguay  | 202    | 209    | 95     | 228    | 215    | 273    | 236    |
| Perú      | 5491   | 6924   | 6431   | 8455   | 8233   | 12 240 | 7607   |
| Uruguay   | 1329   | 2106   | 1529   | 2289   | 2505   | 2710   | 2755   |
| Venezuela | 1505   | 1741   | -2169  | 1849   | 3778   | 3216   | 320    |

La siguiente tabla contempla el total del Stock acumulado en IED por países receptores.
- NOTA: Estos valores excluyen las inversiones realizadas mediante compra de acciones[177]

| N.º | País      | Stock de IED    | Año        |
| --- | --------- | --------------- | ---------- |
| 1   | Brasil    | 609 800 000 000 | 31/12/2012 |
| 2   | Chile     | 192 800 000 000 | 31/12/2012 |
| 3   | Colombia  | 111 500 000 000 | 31/12/2012 |
| 4   | Argentina | 100 400 000 000 | 31/12/2012 |
| 5   | Perú      | 63 490 000 000  | 31/12/2012 |
| 6   | Venezuela | 49 600 000 000  | 31/12/2012 |
| 7   | Uruguay   | 15 200 000 000  | 31/12/2012 |
| 8   | Ecuador   | 13 110 000 000  | 31/12/2012 |
| 9   | Bolivia   | 8810 000 000    | 31/12/2012 |
| 10  | Paraguay  | 4 425 000       | 31/12/2012 |

### Inversión de empresas de América del Sur
En términos de la inversión directa de las economías de América del Sur en el exterior creció un 17% en 2012. Los flujos de IED desde la región se han mantenido en niveles altos durante los tres últimos años. Estas inversiones provinieron principalmente del Brasil y Chile, si bien en 2012 se concentraron casi exclusivamente en Chile.
Las empresas trans-latinas se han beneficiado durante estos tres últimos años de un buen nivel de crecimiento económico y de la
confianza de los inversores en la región, lo que ha favorecido su acceso al crédito. En 2012, en un contexto de contracción de la IED mundial, las empresas trans-latinas se expandieron, en algunos casos, a partir de oportunidades de negocios generadas por el repliegue de firmas europeas. En efecto, siete de las diez mayores adquisiciones realizadas por las trans-latinas en 2012 correspondieron a compra de activos a empresas europeas.
Las empresas chilenas invirtieron 21 090 millones de dólares en el extranjero en 2012, lo que representó un nuevo récord, y concentraron su expansión en América del Sur, principalmente en el comercio minorista, la industria forestal y el transporte. Por su parte, las empresas brasileñas continuaron su expansión en el exterior y realizaron 7 de las 20 mayores adquisiciones efectuadas por trans-latinas en 2012. Más allá de los flujos anuales de IED.
Empresas de Venezuela y la Argentina también originaron IED, aunque de menor magnitud, mientras que los montos del resto de las economías de la región fueron modestos.
De hecho, la mayoría de las economías pequeñas como Bolivia, Uruguay, Paraguay, Perú más los países del Caribe, no informan datos de IED hacia el exterior o lo hacen de un modo imperfecto. Si bien existe evidencia anecdótica de inversiones extranjeras por parte de empresas de otros países como Guatemala (en el sector de la caña de azúcar) o Trinidad y Tabago (servicios financieros), los montos oficiales son todavía muy incompletos. Un caso especial es el de Panamá, país en el que algunas empresas extranjeras establecen su base para las operaciones en Centroamérica y otros países de la región, y que, por tanto, recibe y envía flujos de IED en tránsito. Panamá no presenta datos oficiales de IED en el exterior, pero el Fondo Monetario Internacional (FMI) estima que el monto de los dos últimos años asciende a 400 millones de dólares.
| N.º | País      | Stock de IED    | al Año     |
| --- | --------- | --------------- | ---------- |
| 1   | Brasil    | 182 700 000 000 | 31/12/2012 |
| 2   | Chile     | 91 300 000 000  | 31/12/2012 |
| 3   | Argentina | 32 730 000 000  | 31/12/2012 |
| 4   | Colombia  | 32 560 000 000  | 31/12/2012 |
| 5   | Venezuela | 21 950 000 000  | 31/12/2012 |
| 6   | Ecuador   | 6 330 000 000   | 31/12/2012 |
| 7   | Perú      | 3 597 000 000   | 31/12/2012 |
| 8   | Bolivia   | 8 000 000       | 31/12/2012 |
| 9   | Paraguay  | 0               | 31/12/2012 |

La siguiente tabla contempla el total del Stock acumulado en IED por países emisores.
- NOTA: Estos valores excluyen las inversiones realizadas mediante compra de acciones[183]

### Mayores adquisiciones de empresas Trans Latinas
| N.º | Empresas         | País Comprador       | Activos Comprados                | País Vendedor  | sector     | Monto |
| --- | ---------------- | -------------------- | -------------------------------- | -------------- | ---------- | ----- |
| 1   | Lan-Tam          | y                    | Fusión de ambas empresas         | Chile y Brasil | Transporte | 6502  |
| 2   | Camargo Correa   | Bandera de Brasil    | Cimpor Cimentos (40%)            | Portugal       | Cemento    | 4097  |
| 3   | Techint          | Bandera de Argentina | Usiminas (15%)                   | Brasil         | Acero      | 2823  |
| 4   | Cencosud         | Bandera de Chile     | Carrefour Colombia               | Francia        | Comercio   | 2614  |
| 5   | Grupo Safra      | Bandera de Brasil    | Bank Sarasin & Cie               | Países Bajos   | Finanzas   | 2087  |
| 6   | ochpe-Maxion     | Bandera de Brasil    | Hayes Lemmerz International      | Estados Unidos | Automotor  | 1317  |
| 7   | Corpbanca        | Bandera de Chile     | Banco Santander Colombia         | España         | Finanzas   | 1225  |
| 8   | Banco Davivienda | Bandera de Colombia  | Activos de HSBC en Centroamérica | Reino Unido    | Finanzas   | 801   |
| 9   | cielo SA         | Bandera de Brasil    | Merchant e-Solutions             | Estados Unidos | Finanzas   | 670   |
| 10  | CSN              | Bandera de Brasil    | Stahlwerk Thüringen              | España         | Siderurgia | 632   |
| 11  | BTG Pactual      | Bandera de Brasil    | Celfin Capital                   | Chile          | Finanzas   | 600   |
| 12  | Techint          | Bandera de Argentina | Confab Industrial (56%)          | Brasil         | Siderurgia | 567   |
| 13  | banco Inbursa    | Bandera de Chile     | CaixaBank (oficinas)             | España         | Finanzas   | 566   |
| 14  | CFR              | Bandera de Chile     | Lafrancol                        | Colombia       | Farmacia   | 562   |
| 15  | Cencosud         | Bandera de Chile     | Prezunic                         | Brasil         | Comercio   | 495   |
| 16  | Cencosud         | Bandera de Chile     | Jumbo Retail Argentina (39%)     | Argentina      | Comercio   | 484   |
| 17  | Tupy SA          | Bandera de Brasil    | Cifunsa Diesel y Technocast      | México         | Siderurgia | 434   |
| 18  | Molymet          | Bandera de Chile     | Molycorp Inc. (15%)              | Estados Unidos | Minería    | 390   |

## Integración económica

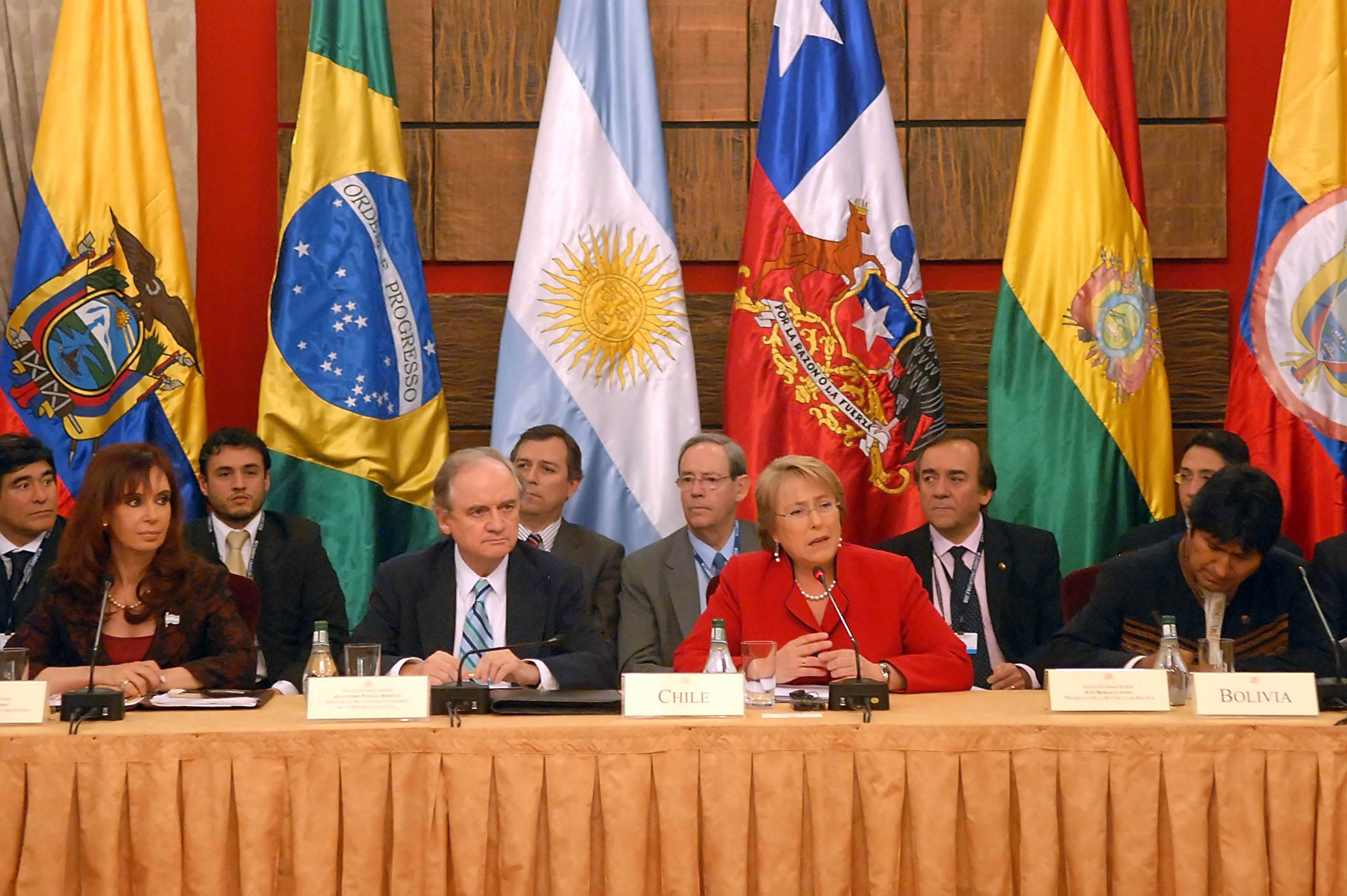
UNASUR 2008

El mayor acuerdo o bloque comercial de la región fue el UNASUR conformado por el Mercosur y el CAN, se intenta la integración económica a nivel continental a través de la Aladi y el SELA. También Bolivia, Cuba, Nicaragua y Venezuela tienen su propio bloque, llamado en este caso la Alternativa Bolivariana para América Latina y el Caribe. En América del Sur existe un bloque predominante, el Mercosur, integrado por Argentina, Brasil, Paraguay, Uruguay, y Venezuela con Bolivia, Chile, Colombia y Perú como miembros asociados, en el sur del continente, Bolivia, Colombia, Ecuador y Perú conforman la Comunidad Andina de Naciones, de la que los países vecinos son miembros asociados y recientemente Chile, Colombia, México y Perú conformaron la Alianza del Pacífico que creara un área de integración profunda entre los países integrantes que buscará conquistar el mercado de asiático.
Fuera del ámbito continental, Argentina, Brasil son los únicos países de la región que forman parte del Grupo de los 20 (países industrializados y emergentes); mientras que Chile y Perú forman parte de la APEC (Foro de Cooperación Económica Asia-Pacífico). Finalmente, Chile, México y Colombia forman parte de la OCDE.

### Indicadores económicos
| Rango | País      | Millones de $US |
| ----- | --------- | --------------- |
| 1     | Brasil    | 3 585 985       |
| 2     | Argentina | 1 104 860       |
| 3     | Colombia  | 867 190         |
| 4     | Chile     | 550 450         |
| 5     | Perú      | 487 404         |

| Rango | País      | Millones de $US |
| ----- | --------- | --------------- |
| 1     | Chile     | 27 629          |
| 2     | Uruguay   | 25 226          |
| 3     | Argentina | 23 862          |
| 3     | Colombia  | 16 803          |
| 5     | Brasil    | 16 764          |

| Rango | País      | Millones de $US |
| ----- | --------- | --------------- |
| 1     | Brasil    | 1 810 612       |
| 2     | Argentina | 483 765         |
| 3     | Chile     | 352 664         |
| 4     | Colombia  | 319 290         |
| 5     | Perú      | 231 691         |

| Rango | País      | Millones de $US |
| ----- | --------- | --------------- |
| 1     | Uruguay   | 17 931          |
| 2     | Chile     | 17 702          |
| 3     | Argentina | 10 448          |
| 4     | Brasil    | 8 464           |
| 5     | Perú      | 6 781           |

| Rango | País      | Millones de $US |
| ----- | --------- | --------------- |
| 1     | Brasil    | 242 000         |
| 2     | Venezuela | 96 900          |
| 3     | Argentina | 85 360          |
| 4     | Chile     | 83 360          |
| 5     | Colombia  | 56 960          |

| Rango | País      | Millones de $US |
| ----- | --------- | --------------- |
| 1     | Brasil    | 238 800         |
| 2     | Chile     | 70 200          |
| 3     | Argentina | 67 330          |
| 4     | Venezuela | 56 690          |
| 5     | Colombia  | 55 490          |

| Rango | País      | Millones de $US |
| ----- | --------- | --------------- |
| 1     | Brasil    | 65 272          |
| 2     | Chile     | 30 323          |
| 3     | Colombia  | 15 823          |
| 4     | Argentina | 12 551          |

| Rango | País     | Deuda   | Calif.           |
| ----- | -------- | ------- | ---------------- |
| 1     | Chile    | 121 000 | Aa3; AA-; A+     |
| 2     | Brasil   | 216 900 | Baa2; BBB; BBB   |
| 3     | Perú     | 32 830  | Baa2; BBB; BBB-  |
| 4     | Colombia | 73 410  | Baa3; BBB; BBB-  |
| 5     | Uruguay  | 15 900  | Baa3; BBB-; BBB- |

### Otros Indicadores
| Rango | País      | Millones de $US |
| ----- | --------- | --------------- |
| 1     | Brasil    | 1 229 849       |
| 2     | Chile     | 313 325         |
| 3     | Colombia  | 262 101         |
| 4     | Perú      | 96 850          |
| 4     | Argentina | 52 309          |

| Rango | País      | Porcentaje de su PIB % |
| ----- | --------- | ---------------------- |
| 1     | Guyana    | 66.10                  |
| 2     | Brasil    | 58.80                  |
| 3     | Uruguay   | 58.50                  |
| 4     | Perú      | 51.50                  |
| 5     | Argentina | 43.60                  |

| Rango | País      | Puntaje General  |
| ----- | --------- | ---------------- |
| 1     | Chile     | 0,819 (Muy alto) |
| 2     | Argentina | 0,811 (Muy alto) |
| 3     | Uruguay   | 0,792 (Alto)     |
| 4     | Venezuela | 0,748 (Alto)     |
| 5     | Perú      | 0,741 (Alto)     |

| - G-20 1. Argentina 2. Brasil | - BRICS 1. Brasil - OCDE 1. Chile - OPEP 1. Venezuela 2. Ecuador - CIVETS 1. Colombia | - APEC 1. Chile 2. Perú - AP 1. Chile 2. Colombia 3. Perú |

| Rango | País     | Puntaje General |
| ----- | -------- | --------------- |
| 1     | Chile    | 4,6             |
| 2     | Brasil   | 4,4             |
| 3     | Perú     | 4,28            |
| 4     | Colombia | 4,18            |
| 5     | Uruguay  | 4,13            |

| Rango | País      | Porcentaje de desigualdad |
| ----- | --------- | ------------------------- |
| 1     | Uruguay   | 0,424                     |
| 2     | Venezuela | 0,435                     |
| 3     | Argentina | 0,458                     |
| 4     | Perú      | 0,480                     |
| 5     | Ecuador   | 0,490                     |

| Rango | País     | Porcentaje de desigualdad |
| ----- | -------- | ------------------------- |
| 1     | Bolivia  | 0,563                     |
| 2     | Brasil   | 0,547                     |
| 3     | Colombia | 0,535                     |
| 4     | Paraguay | 0,524                     |
| 5     | Chile    | 0,521                     |

| Rango | País      | Tasa |
| ----- | --------- | ---- |
| 1     | Chile     | 98,6 |
| 2     | Uruguay   | 98,1 |
| 3     | Argentina | 97,8 |
| 4     | Venezuela | 95,5 |
| 5     | Paraguay  | 93,9 |

| Rango | País      | Millones de turistas |
| ----- | --------- | -------------------- |
| 1     | Argentina | 5,80                 |
| 2     | Brasil    | 5,31                 |
| 3     | Chile     | 3,19                 |
| 4     | Colombia  | 3,11                 |
| 5     | Perú      | 3,02                 |

| Ciudad         | País      | PIB PPA (millones de $US) | PIB PPA per cápita |
| -------------- | --------- | ------------------------- | ------------------ |
| São Paulo      | Brasil    | 388 000                   | 20 300             |
| Buenos Aires   | Argentina | 362 000                   | 25 200             |
| Río de Janeiro | Brasil    | 201 000                   | 16 900             |
| Santiago       | Chile     | 120 000                   | 19 600             |
| Brasilia       | Brasil    | 110 000                   | 26 000             |
| Lima           | Perú      | 109 000                   | 13 000             |
| Bogotá         | Colombia  | 100 000                   | 18 600             |

| País      | Moneda Actual        | Código ISO |
| --------- | -------------------- | ---------- |
| Argentina | Peso argentino       | ARS        |
| Aruba     | Florín arubeño       | AWG        |
| Bolivia   | Boliviano            | BOB        |
| Brasil    | Real brasileño       | BRL        |
| Chile     | Peso chileno         | CLP        |
| Colombia  | Peso colombiano      | COP        |
| Ecuador   | Dólar estadounidense | USD        |
| Guyana    | Dólar guyanés        | GYD        |
| Paraguay  | Guaraní paraguayo    | PYG        |
| Perú      | Nuevo sol            | PEN        |
| Uruguay   | Peso uruguayo        | UYU        |
| Surinam   | Dólar surinamés      | SRD        |
| Venezuela | Bolívar              | VEF        |